# 2ちゃんねると5ちゃんねるの歴史
2ちゃんねると5ちゃんねるの歴史（にちゃんねるとごちゃんねるのれきし）では、2ちゃんねる (2ch.net) と2ちゃんねる (2ch.sc)、および5ちゃんねるの歴史について記載する。

## 概略
2ちゃんねるは、1999年5月中に「ひろゆき」（西村博之）を名乗るネットユーザーの個人サイトとして開設された。当初はチャットなどの機能もあったが、後にスレッドフロート方式の電子掲示板群だけになる。開設日は不明である。
1999年5月30日、「ひろゆき」は「あめぞう掲示板」に2ちゃんねるを開設したことを報告した。したがって判明しているのは「開設報告日」だけである。名前の由来は「あめぞうのサブ的な位置づけ」ということで2ちゃんねるだとしていた。
6月には東芝クレーマー事件が起き、発言の場を求めるネットユーザーが多く、また、あめぞうのサーバーが不調であったことから、2ちゃんねるにも利用者が集まった。2000年5月3日には西鉄バスジャック事件が起き、犯人が2ちゃんねるの利用者であったことから、マスコミで取り上げられ、急激な利用者の増加を招く。2001年8月には転送量の増加により運営が困難になり、多くの掲示板が停止される事態になったが、掲示板システムの改良により閉鎖は免れた（「8月危機」）。
この頃からサーバーの運営費を稼ぐため、2ちゃんねるは事業化の道を進む。2002年5月には有料登録システム2ちゃんねるビューアが導入され、他にも検索サービス（2ちゃんねる検索）、プロバイダー事業も手がけるようになった。
設立数年で2ちゃんねるの利用者は急増したが、それとともに犯罪予告なども多く見られるようになったことに対応して、匿名掲示板を謳い利用者のIPアドレスなどの接続情報を記録しない方針は転換され、2003年1月8日に利用者のIPアドレスを記録する方針を発表し、完全な匿名掲示板ではなくなっている。

### 管理権限紛争
2014年2月19日、2ちゃんねるの実質的管理権限が何らかの理由により「ジム」に移転、「ジム」が2ちゃんねるの実質的管理者となる。「ジム」と思われる人物の主張によれば『「N.T.Technology」会長ジム・ワトキンスがサーバー料金の未払いを理由に当時の運営陣である「ひろゆき」らを全員解任し、管理人にワトキンス本人とその親族が就任する』と言う主旨の発表であった。
4月1日、「ひろゆき」は運営から外されたことについて「違法な乗っ取り行為である」と宣告し、「2ちゃんねる（2ch.sc）」という名称の電子掲示板を設立。自身が管理人に就任した。
2015年9月、「ひろゆき」はジム・ワトキンス（以下「ジム」）を相手取って日本において訴訟を起こしたことを表明した。
2016年5月-7月、日本国内における「2ch」「2ちゃんねる」の商標権を「ひろゆき」が取得し た。そのいっぽうで、世界知的所有権機関（WIPO）は「2ch.net」のドメイン不法占拠の「ひろゆき」による申し立てを却下した。これにより、日本国内における「2ch」「2ちゃんねる」の商標権は「ひろゆき」が、ドメイン「2ch.net」の管理権限は「Race Queen」が保持している状況となった。
2017年10月1日、「ジム」は、2ちゃんねるを「Loki Technology社」に譲渡すると発表した。西村博之からの妨害行為により、ユーザーに「安全かつ快適な利用を提供することが困難になったためとしている。譲渡先とされた「Loki Technology社」は、『権利関係で無用な紛争を生じさせないため、掲示板を新たに「5ちゃんねる（5ch.net）」として運営する』ことを発表した。これにより2ちゃんねる（「2ch.net」）は5ちゃんねる（「5ch.net」）へと名称およびドメイン名が変更された。
2018年6月22日、「ひろゆき」が代表取締役を務める「東京プラス株式会社」が原告となり「NTテクノロジー社」を相手取った民事訴訟で、NTテクノロジー社の債務不履行を認め、同社に損害賠償および前払いのサーバー使用料の返還を命じる東京地裁判決が出る。
2019年4月25日、8chan（8ch.net）のツイッターアカウント（@infinitechan）が「東京高等裁判所にて一審判決を破棄し、東京プラス社の請求がすべて棄却された」と言う趣旨のコメントを発表した。
2019年12月4日、5ちゃんねる (5ch.net）のツイッターアカウント（@5chan_nel）が「最高裁での上告棄却により東京プラス社の請求がすべて棄却され、東京高裁の判決が確定した」と言う趣旨のコメントを発表した。
一連の訴訟についてルポライターの清義明は、確定判決に決定的な影響を及ぼしたのは「ひろゆき」と「ジム」の間に契約書が存在しなかったという事実であり、これによって「『ひろゆき』から『ジム』への送金は『サーバー使用料の支払い』ではなく『仲間内での収益の分配の延長』と判断することもできる」という判決が出たと分析している。

## 1999年
- 5月30日 - 荒らしやサーバーの不具合など諸問題を抱えていた「あめぞう掲示板」の避難所として西村博之（ひろゆき）が「2ちゃんねる」を開設[26]。すべては次の設立書き込みから始まった。

- 6月 - 東芝クレーマー事件を扱う特設掲示板がアクセス数を伸ばし、2ちゃんねる躍進の大きな足がかりとなる。
- 7月7日 - DoCoMo埼玉掲示板事件発生。ドコモ埼玉支店の掲示板で、ドコモのCMに出演中の広末涼子に関する事を書くとすぐに削除されることに抗議し、2ちゃんねる住民で荒らしを実施。結果、ドコモ埼玉支店の掲示板は閉鎖された[27]。
- 8月23日 - 『週刊アスキー』9月8日号で同人板が参考になるサイトとして紹介される。また、テレビ番組『ビートたけしのTVタックル』でインターネット犯罪のイメージ映像として小登場する[27]。
- 9月から12月までの間に、偽物を防止するための対策が次々と取られるが、パスワードが漏洩するなどの不備が多かった。
- 12月26日 - 29日 - サーバー不調と荒らし、ウイルスにより2ちゃんねるの親サイト「あめぞう」が危機に立たされる。しかしユーザーはほとんど2ちゃんねるに移行してしまっていた。
- 12月30日 - ついに「あめぞう」のメインページが停止し、2年あまりの短い歴史に幕を閉じた。これにより住民は完全に2ちゃんねるに移り、更なる規模の巨大掲示板へと成長してゆく。

## 2000年
- 1月3日 - モナーが初めて2ちゃんねるに投稿される[1]。
- 3月16日 - 漫画家の木城ゆきとが自身の連載コミック『銃夢』と偶然同じハンドルを使用していた全く無関係のWEBサイト管理人に、一方的にハンドルの変更と使用禁止を強要した銃夢ハンドル事件騒動が発生。ひろゆきも関心を示し、一時ロビーのタイトルが「時代の最先ターン!超銃夢」に変更される[28]。
- 4月1日 - 2ちゃんねるのトップに、「2ちゃんねる、株式会社光通信に買収される」というエイプリルフールの冗談記事が掲載される。
- 5月3日 - 西鉄バスジャック事件発生（2ちゃんねらーネオむぎ茶によるハイジャックが話題になった初の例）。
- 5月9日 - 管理人「ひろゆき」が『ニュースステーション』（テレビ朝日）に出演し、「うそはうそであると見抜ける人でないと(掲示板を使うのは)難しい」と発言する。
- 5月12日 - 神奈川県の高2男子 (17) を殺人未遂で現行犯逮捕。「明日世界中を絶句させてやる。やってみせる」の予告書き込み後、根岸線で男性をハンマーで殴る。
- 6月13日 - 東京都の私大3年男性 (23) を威力業務妨害容疑で逮捕。「千葉大に殴りこむぜ」と犯行予告の書き込み。
- 7月 - 2ちゃんねるで話題のスレッドを抜粋した『2ちゃんねるの本』（キルタイムコミュニケーション／2ちゃんねる研究会）が発売。
- 8月
  - 2ちゃんねるのハッククラック板(後にネットワーク板に改名)にてあやしいわーるどを攻撃しようという内容のスレッドが立ち、実際にあやしいわーるど系掲示板に対する無差別な荒らし行為が始まる（なお攻撃理由は「あやしいわーるどがギコ猫をパクッてるから」としていたが、元々擬古猫はあやしいわーるど出身である）。8月17日よりあやしいわーるどやゲスッにより反撃スクリプトの動作テストが行われ、2ちゃんねるのいくつかのサーバにおいて障害やログ消滅が発生した。スクリプトの本格稼動直前に「ひろゆき」があやしいわーるどへ謝罪に訪れ、ハッククラック板のIP記録や希望者への削除権限パスの配布等を条件に和解した。
  - 2ちゃんねるがYahoo! JAPANに登録される。
- 9月 - 2ちゃんねるでネタとして書き込まれていた内容を真に受けたコラムニストにより、競馬週刊誌『ギャロップ』に、すでに現役を退き種牡馬となっていたグルメフロンティアが笠松競馬で現役復帰する、とのガセネタが掲載される。詳細は大月隆寛を参照。
- 9月26日 - トップページが改竄される[29]。
- 12月5日 - モナー板でモナーのFLASHが発表される。Flash職人がアスキーアートをモチーフとした作品を発表し始める[30][31]。
- 12月9日 - 筑波サーキットで開催されたバイクレースにTeam2chが参加。
- 12月25日 - 管理人「ひろゆき」が歌う「激走爆走チーム2ちゃんねる」がネット上で発表される。フリー音楽サイト『My-Melody』（現『Muzie』）のダウンロードランキングで1位になる。

## 2001年
- 2月 - さっぽろ雪まつりにギコ猫などのアスキーアートキャラクター雪像が出現。
- 3月29日 - 1000レス制限が導入される。
- 4月7日 - ある日記サイトで、牛丼チェーン𠮷野家の様子を戯画した文章が発表された。𠮷野家は殺伐としてるべきで、大盛りねぎだくギョクを頼むのが通と主張するこの文章は、2ちゃんねるで人気となり、くりかえし転載され、「吉野家コピペ」と呼ばれるようになった。同年12月23日に、「吉野家コピペ」に出てくる通のように、𠮷野家で大盛りねぎだくギョクを頼むというパフォーマンスが2ちゃんねるで提案され、翌24日から数次のオフ会（フラッシュモブ）が発生した。2002年12月24日には412店舗、延べ1947人参加の最大規模でオフ会が行われた[32]。
- 5月
  - UDがん研究プロジェクトの解析チーム「Team2ch」立ち上げ。以来プロジェクト終了まで、Team2chは常に世界一の解析実績を誇った。
  - AAカテゴリのビーグルスレッドで虐殺AAを使用されたコピペ荒らしが行われたことを皮切りに、作品やスレッドがまともに機能しなくなる「虐待・虐殺スレッド乱立騒動」に発展し、2004 - 05年まで騒動が続く。この事件がきっかけにより、AA板の衰退が始まった。
- 5月14日 - 鮫島事件騒動。
- 6月
  - 政治家の鳩山由紀夫がお気に入りサイトとして2ちゃんねるを挙げる。
  - アスキーの西和彦が書き込みを始める。
- 6月1日 - ロビーからカロビーが分裂。
- 7月 - 政治家の加藤紘一が2ちゃんねるに書き込む[33]。
- 7月28日 - 新宿CODEにて、イベント「2ちゃんねる祭り@2周年記念」が開催される。
- 8月 - トリップシステム導入。
- 8月3日 - 8月4日 - アーケード板の「ギガウイング2[34]」スレッドで、1000レス制限が故障。8月3日の夜から、スレッド終了のお知らせが張られ続けた。また、1000レス規制の故障により1000レス以降も書き込みが出来たため、そのスレッドで祭りが起こった。このスレッドは結局翌日8月4日の夕方まで暴走を続け、総レスカウントが12535レスにまでなってしまった。これは1000レス規制が設けられてからの、2ちゃんねる史上最大のレスカウントであった（当時）[注 6]。
- 8月25日 - アクセス量増大によるサーバー不調で、2ちゃんねるの掲示板が次々と閉鎖され、2ちゃんねる始まって以来の閉鎖の危機を迎える。
- 8月29日 - 「ひろゆき」が、インターネットラジオ「2ちゃんねるラジオ」2001年8月29日放送分にて、職業右翼による工作が有る事を認める。これによって、2ちゃんねるには政治的な意図による組織的な工作も有る事が解った。
- 8月30日 - 2ちゃんねるの避難所として「ふたば☆ちゃんねる」が開設される。その後、ふたばのOSSをもとに「英語圏版2ちゃんねる/ふたば☆ちゃんねる」として知られる4chanが2003年10月に設立された。
- 8月31日
  - プログラム改善の直後にインターネットオークションサイト「Bidders」で、2ちゃんねるがオークションにかけられた。900京円を越す値段がつけられたが、管理人「ひろゆき」のいたずらである事が判明し決着。入札者も悪戯で値段をつけたものと判明、謝罪[36]。
  - 日本生命が求めていた書き込み削除を求める仮処分申請に対し、東京地裁は書き込み削除を求める決定を下した。
- 9月11日 - アメリカで9・11事件発生。転送量の問題を抱えながらも、緊急事態に対応し大量のサーバーが情報交換のために投入された。
- 9月27日 - 茨城・愛知県警、茨城県の会社員ら6人を不正アクセス防止法違反で逮捕。2ちゃんねるに転載された他人のIDとパスワードを使ってYahoo! オークションに不正にアクセス、本人になりすましてオークションに参加した他、被害者に対してマイナス評価がされるように虚偽の取引を参加者に持ちかけた疑い。連座した者は24人に上る。
- 10月5日 - バリュー・エクスチェンジ（株）、西和彦（当時株式会社アスキー特別顧問）、あめぞう元管理人などが中心となり、2ちゃんねる対抗サイトとして1ch.tv開設[37]。大多数の2ちゃんねらーが1ch.tvにアクセスし、多数の脆弱性を発見したが、直後に書き込み停止・閲覧のみに切り替えられる。
- 12月7日 - 公式ガイドムック『2ちゃんねる大攻略マガジソVol.1』発売。
- 12月19日 - 22日 - 田代まさし逮捕に関連して田代祭発生。この頃から、2ちゃんねるの運動にはFLASHが付き物となる[31]。
- 12月20日 - 東京のハンドルネーム「ラットキラー」が「包丁を振り回してやる」と2ちゃんねるに予告。24日に新宿駅東口人質事件で逮捕（ラットキラー事件）。

## 2002年
- 1月7日 - お祭り会場板発祥の猥歌「ちんこ音頭[38]」大流行。
  - 作曲者「ちんこウタビト」・作詞者「ちんこ職人」がともに、一切の個人的権利の放棄を宣言し、後のムネオハウスなど、2ちゃんねる発祥のフリーダウンロード可能な音楽のさきがけとなる。ジャズ・クラシック等数多くの別バージョンが制作される。後日、数種類のバージョンが『2ちゃんねる公式ガイド2002』の付録CD-ROMのオーディオトラックに収録され、また、AV女優三上翔子がAVメーカーのイベントで熱唱、2005年にはドワンゴの「いろメロ取り放題」のCMに採用されるなどしている。
- 2月8日 - 「ひろゆき」が暴力団に脅迫され警察を呼ぶ。
- 2月9日 - 朝日新聞に、ロシアサハリン州のポータルサイト SAKH.COM[39] にて、「北方領土は返還されるべきか否か」というアンケートを実施しているという記事が掲載された。このサイトに対し、数多くの2ちゃんねらーによる投票が行われ、「北方領土は返還すべきだ」という意見が大多数を占めるようになった。SAKH.COM側はアンケート投票数の捏造、日本からのアクセス規制を実施した。2月20日、朝日新聞に「日本からのアクセス殺到によりアンケートが中止された」という記事が掲載された。
- 2月15日 - ニュース速報板に「アフガン航空相撲殺される」（アフガニスタンの航空大臣が撲殺される、の意）というスレッドが立ち上がるが、これを「航空・相撲」と誤読する2ちゃんねらーが続出。後にアフガン航空相撲のネタで祭りとなる。
- 2月後半 - 「オイスター作戦」本格的稼動開始。
  - レス数が1000を超えたり一定期間を過ぎログ化された、いわゆる「dat落ち」したスレッドの閲覧について、有料登録をして専用のブラウザを使用することが必要となる。ただし、通常数ヶ月の時間がたてばHTML化されるため無料で読むこともできる（ただし、2008年現在スレッドのHTML化は事実上中断している）。この有料登録システムを2ちゃんねるビューア、通称「●」（まる）と呼ぶ（登録すると名前に、一般のブラウザでは使えない●の文字が使えるようになるため）。「●」の売り上げはサイトの維持費となる他、専用ブラウザ使用によるサーバへの負荷軽減の意味もかねている。●以外にもみみずん検索[40] やにくちゃんねる（2007年に閉鎖）では、dat落ち中のスレッドを読むことが出来る。●以外ではモリタポを消費することで表示させることが出来る。
- 3月 - 半角二次元板の「ケンタッキーのビスケットってうめーよ」スレッドにてビスケたん誕生。
- 4月3日 - 7月18日 - 板対抗人気投票「2ちゃんねる全板人気トーナメント」の第1回目が開催される。ダウンロードソフト板が優勝。
- 5月 - 管理人の「ひろゆき」がイレギュラーズアンドパートナーズ株式会社取締役を辞任。
- 5月6日 - ディルレ事件。猫を虐待する様子を公開した2ちゃんねらー（ハンドルネーム「ディルレヴァンガー」）が動物愛護法違反で逮捕、執行猶予つきの有罪判決。
- 5月27日 - 2ちゃんねるオンリー即売会「あぼーん01」開催
- 6月2日 - ギコ猫商標問題（タカラギコ騒動）。
  - 株式会社タカラが、2002年3月12日付けで2ちゃんねるのアスキーアート「ギコ猫」の名称を自社の商標として出願していた事実が発覚。2chのトップページが首輪でつながれたギコ猫の画になったり、管理人が公開質問状を作成する等、2ch全体での抗議行動へと発展する。6月3日、タカラが出願を取り下げた事により問題は終結。
- 6月26日 - 東京都内の動物病院が、2001年1月16日から「ペット大好き板」で書かれていた書き込みにより名誉を傷つけられたとして、管理人西村博之に損害賠償を求めた訴訟について、東京地方裁判所は西村の責任を認め、書き込みの削除と400万円の賠償を命じた。この後、西村は東京高等裁判所に控訴したが、12月26日に高裁から棄却された[41]。高裁での棄却を受けて、2ちゃんねる内の全スレッドにおいて、書き込み者のIPアドレスの保存が始まった（2003年1月 - ）。西村は最高裁に上告したが敗訴。
- 7月5日 - 7月7日 - 湘南海岸清掃オフ。フジテレビの2002 FIFAワールドカップ報道が、偏向とも取れる内容であった事（トルコへの敵視ともとれる報道等）に抗議する為に行なわれたオフ。同局の湘南海岸清掃イベントにさきがけて行われた。
- 8月5日 - 『2ちゃんねる公式ガイド2002』発売。
- 8月18日 - モナー商標問題。
  - 一個人が、2002年5月17日付けでアスキーアートキャラ「モナー」を商標として出願していた事実が発覚（登録名は「オマエモナー」）。商品、サービスの指定に「38類 電子掲示板通信」が含まれていたことから騒動になる。その後、この商標は拒絶査定となっている。
- 9月 - トップページに一時ポケモンフラッシュが掲載され祭となる。これについてFOX ★は「利用者を減らすのが目的」とコメントしている。
- 9月2日 - ちくり裏事情板に「不当解雇」としてスレを立て解雇された会社に対して中傷する書き込みを行ったとして、その会社より賠償請求の訴訟を起こされ裁判所は請求を認め、スレを立てた本人に対して100万円を会社に支払うという判決が下った。
- 10月5日 - 自転車で世界一周旅行をしている米国人・スティーブさんの自転車が京都で盗難（実際には盗難ではなかった）にあう。「スティーブさんの自転車を探すOFF in京都」が企画され、無事に自転車を発見する。
- 10月25日 - 管理人「ひろゆき」がインディーズCD『黒イジワルケイ』を手がける。
- 11月2日 - sports2サーバの板で日付が2000年3月4日になり、現役スレのdat落ちが大量に発生する。11月6日に日付が正常に戻る。
- 11月16日 - 11月16日限りの瞬間板、「博之!誕生日おめでとう!!」板が突如現れ、「ひろゆき」への祝いのレスで埋め尽くされる。
- 11月28日 - 愛生会病院のサイトが爆発的に流行。
- 12月23日 - 朝日新聞に「赤井邦道」名で2ちゃんねらーの投稿が掲載される。赤井邦道とは、朝日新聞の報道姿勢を風刺した「赤い報道」にかけた仮名。
- 12月 - ベンチャーセーフネット (VSN) が不正をした幹部を退社させたが、その告知を載せた社員向け携帯サイトが部外者でも簡単に閲覧できたので、2ちゃんねるにアドレスなどを書き込まれる。会社側は削除依頼をしたが却下された。

## 2003年
- 1月 - 全書き込みについてIPアドレスの記録、保存を実験的開始。これにより2ちゃんねるは完全匿名の掲示板ではなくなる。その背景として、「○○小学校の児童を殺す」等の書き込みをする脅迫事件や、企業等への名誉毀損事件、犯罪の踏み台として2ちゃんねるが利用される事例の増加がある（犯罪予告。以前から記録していたが、そういう苦情は「ネタ」扱いして相手にしなかったともいわれる）。
- 1月16日 - 「暴走族は珍走団と呼ぼう」運動が産経新聞と朝日放送で大々的に報道される。
- 2月 - 模型板の有志によって北朝鮮拉致被害者である地村保志にプラモデルが送られる。後日、発起人宅に地村から電話とお礼の手紙が届く[42]。
- 2月4日 - フジテレビの番組にて「読者の声」として2ちゃんねるのスレッドが映る。
- 2月22日 - 公式ガイドムック『2ちゃんねるぷらすVol.1』発売。
- 3月 - 一般ブラウザでのログ取得が困難になり、転送量削減のためにも2ch専用ブラウザへの移行が推奨される。
- 3月 - 警視庁ハイテク犯罪対策総合センター、ハンドルネーム「ネオ烏龍茶」(24)を威力業務妨害容疑で逮捕。2002年11月に小田急線列車爆破を2ちゃんねるに予告。
- 3月18日 - イラク戦争勃発に備え臨時板設置。
- 3月2日 - 3月28日 - バイク板でチョイノリを使用した西日本一周が企画実行され、西日本地区の2ちゃんねらーのお布施や支援によって無事に佐多岬まで無事に到着し、西日本一周を成し遂げた。ライダーは「Nチビ小猿 ◆OpwdfOSARU」。
- 4月25日 - プロ野球オールスターゲームファン投票騒動（川崎祭）。
- 5月ごろ - 2ちゃんねるブログ始まる。
- 5月 - シャア専用板分割事件。
- 5月1日 - 「2ちゃんねるプロバイダー」稼動開始。同プロバイダーのサイトは同年4月1日に開設されているが、当初はエイプリルフールのジョークだと考えられており、多くのユーザーは本当にISP事業を開始するとは思っていなかったというエピソードがある。
- 5月21日 - イレギュラーズアンドパートナーズ株式会社が登録出願していた「2ちゃんねる」の商標が、特許庁に拒絶査定される。
- 5月26日 - 東北地方で三陸南地震が発生し、ニュース系の板が次々と落ちたことを受け、臨時地震板が設置される。その後も大きな地震が比較的多く発生したためか、情報交換などの場として2014年現在も存続している。
- 6月 - 映画「マトリックス リローデッド」の日本公開に絡み、マトリックスオフが開催される。
- 6月27日、2ちゃんねるのサーバ会社に複数の男が侵入し、脅迫により2ちゃんねるの閉鎖を要求した。社員の安全を考えたサーバ会社はレンタルサーバ板を休止したが、当時の2ちゃんねる管理人、西村博之の判断ですぐに再開された。
- 7月24日 -2ちゃんねるの引きこもり板(通称ヒキ板)で固定をしていた「ヒキ太郎（-＿-） ◆HAGEs069S6」が東京亀戸のビジネスホテルの浴室でもう一人の男性と二人で練炭自殺。ニュースにも流れる。スレには自殺する数日前に自殺の計画を書き込んでいた。今でも引きこもり板内にはヒキ太郎が生存していた当時を知る人がおり、この事が語り継がれている。
- 10月21日 - 「2chドメイン」サービス開始。
- 11月 - 12月 - 野球板にて北海道日本ハムファイターズのマスコットB・B（通称「エロズリー（仮）」）騒動[43]。
- 11月6日 - ハンドルネーム「ごるごるもあ」が沖縄県米軍基地爆破予告を30回以上書き込み、脅迫罪で逮捕、那覇署に護送された。2週間後に釈放された。
- 11月11日 - 全サーバでトリップ表示を統一。
- 12月24日 - 『2ちゃんねる公式ガイド 2004』が発売される。

## 2004年
この年の10月22日、2ちゃんねるの書き込みから派生した作品『電車男』が刊行。これがブームとなり、翌2005年まで爆発的にユーザーが増加し、その影響もあり2ちゃんねる自体もメジャーな存在となっていった。
- 1月5日頃 - 2ちゃんねる全サーバにトラックバック実装完了。
- 1月8日深夜〜1月9日未明 - オカルト超常現象板の「身のまわりで変なことが起こったら実況するスレ26」に「はすみ（葉純）」と名乗るユーザーが実在しない謎の駅「きさらぎ駅」で降車・遭難したという旨の書き込みを行う[44]。
- 1月10日 - 韓国揶揄サイト「Kの国の方式」や、日韓双方で領有権を争っている竹島切手を発行しようとした日本政府に腹を立てた韓国掲示板NAVERなどのネチズンから、サーバの機能を停止させる攻撃として連続リロード（F5アタック）による集中アクセスが発生。1日に3億回以上アタックを受ける。このことに関して、管理人は「荒らしは放置でいいと思うですよ。バカな行為でやり返したりしないことで、相手に民度の高さを見せつける方法を取りませんか?」と述べ、2ちゃんねるユーザ側に反撃などしないよう自重を求める。1月17日には終息。そして、トップページに「いつかお互いを非難することではない良いコミュニケーションを取れるといいね。次のラウンドはUDで」とのメッセージを残す。日本や韓国のマスコミで取り上げられる。その後けんすう★が管理人の代理として、韓国側に謝罪しに行った噂が流れる[45]。
- 2月1日 - 「2ちゃんねるもう閉鎖するって本当?」という書き込みに対して、管理人である「ひろゆき」が「本当」と投稿する。これにより閉鎖を疑う書き込みが殺到するが、公式発表は無く詳細不明（管理人はこの手のジョークを時々行うし（「嘘を嘘と見抜けないと」云々）、「大体2ヵ月後」との情報もあり、この日の2ヵ月後が4月1日だったため、定例行事と受け流していた常連も多い）。これと前後して、管理側は個人blogを2ちゃんねるとは別に運営し始めた。
- 3月14日 - 独身男性板（通称毒男板）に後に「電車男」と言われる男性が書き込み開始。彼とのやりとりがまとめサイト・FLASH化だけでなく、書籍（単行本化・小説化、翻訳化）漫画・映画・テレビドラマ・舞台にもなった。漫画化・映画化の著作権使用料は、同年10月に発生した新潟県中越地震の復興支援のために寄付された。
- 3月26日
  - 東京都内在住の男性が起こしていた名誉毀損訴訟に敗訴。賠償金50万円の支払いと該当書き込みの削除を命じられる。
  - 仕事人★が、pc.2ch.netのデータを削除するつもりで、誤って現役板があったpc2.2ch.netのデータを削除してしまう。その後、みみずん検索とにくちゃんねるのバックアップを使用することでログが復旧され、3月29日にpc2.2ch.netにあった板がpc5.2ch.netに移行した。
- 4月から5月 - 反2ちゃんねる活動を行なっていた東京都内の右翼団体のウェブサイトの掲示板などに、「名古屋市内の小学校の児童を殺害する」「新幹線や旅客機などを爆破する」という内容の犯行予告が次々と投稿される。
- 4月7日 - イラク日本人人質事件。このとき、直後から人質の自作自演説が2ちゃんねるを中心に流される。
- 4月9日 - 一部の書き込みについて東京地裁から発信者情報（IPアドレス）開示の仮処分命令を受ける。ジャーナリスト・寺澤有らの申し立てを受けての決定。
- 4月18日 - 2ちゃんねる第九プロジェクト[46] のオフが行われる。
  - ベートーヴェンの交響曲第九番ニ短調作品125「合唱付き」を、指揮者からオーケストラ、コーラス、ソリストまで、全て2ちゃんねらーで演奏するオフ会。演奏者は全員2ちゃんねる上で集まった。当日は600人以上の観客が集まり、演奏も成功裏に終わる。
- 4月下旬 - イラク日本人人質事件オフ。一部の2ちゃんねらーが、解放された人質3人の帰り着いた空港に行き、「自己責任」「ぬるぽ」などと書かれたプラカードを掲げて3人を中傷。
- 5月ごろ - ニュース速報板の書き込みが1ヶ月ほど停止される。原因は明らかにされていないが、停止前にある雑誌に2ちゃんねる終了の記事が記載された為とか、管理側が管理しきれなくなり止まった、などと憶測が飛ぶようになる。これにより、ニュース速報(VIP)板に人口が移ることになった。
- 5月6日 - シンガーソングライターの岡崎律子の訃報が書き込まれる。キングレコードによるプレスリリースは5月11日だった。
- 5月7日 - 4月9日の仮処分命令を無視、東京地裁からついにIPアドレス開示の正式命令を受ける（8月8日に命令を容れて規制情報板にスレッド作成、開示）。
- 5月10日 - Winny開発者である金子勇（2ちゃんねる内では47氏と称されている）が著作権法違反幇助の疑いで京都府警に逮捕される。
- 5月11日 - 東京地裁からIPアドレス開示命令。新宿区のソフト開発会社から書き込みで中傷されたとしての請求を認容。
- 5月18日 - 「ちくり裏事情」板に“17日展開するドラッグストアチェーンの裏事情”と題して虚偽の内容を書き込んだ容疑で、男が信用棄損の疑いで逮捕される。
- 5月25日 - 29日問題の危機。サーバの新会社移行の際にDNS移転ができず、29日に「2ch.net」が使えなくなる恐れがあった。運営側の頑張りで28日回避。2ちゃんねるの2度目の危機であった。
- 5月28日 - 29日 - システム全面移転。移行の過程で、書き込みが出来なくなる・処理の反映が遅れて多重書き込みになる・サーバ落ちにより書き込めないなどのトラブルが続出。後回復する。
- 6月1日
  - 京都新聞で文化財の画像の無断使用を取り上げたことに関連して、「鳥獣戯画」を使っていた2ちゃんねるのトップページに「ただいま 超著作権侵害中」と掲示される。
  - FOMAのパケット通信料定額制がスタートし、佐世保小6女児同級生殺害事件と時期が重なったため2ch閲覧サイトのアクセス数が爆発的に増加。携帯電話用サーバ4台を増備することに。
- 6月2日 - 佐世保小6女児同級生殺害事件で被疑児童を特定するような書き込みが多発。運営側は「リンクだけ消しても無意味」と法務局からの削除要請を無視。児童がネバダ大学グッズのフード付きトレーナーを着ていたとされる事から「Nevada」と命名され、しばらく2ちゃんねる内で流行した。他にも被疑児童が運営していたホームページのアドレスとログインIDとパスワードが漏れ被疑児童のホームページを勝手に改変し不正アクセス禁止法に抵触する者も出てきた。
- 6月3日 - センバツ初出場で優勝を果たした済美高校（愛媛県松山市）が、野球部長の辞任理由に関し、学校と部員を中傷する書き込みが行われたとしてIPアドレス開示を要求、他に法的措置も取る旨声明。
- 6月4日 - fusianasanと入力すれば佐世保小6女児同級生殺害事件のホームページを閲覧できる、という悪戯書きを毎日新聞が記事で取り上げ「悪質な常連」の振る舞いとして糾弾。しかしこれは以前より定番の悪戯であり、特に佐世保市の事件との関連性はない。また、2ちゃんねるの使用法などに注意を払っていれば十分に回避できる為、いささか的外れな記事であったと言われる。長崎地方法務局も確認に来た事が分かっている。fusianasanによって毎日新聞社からアクセスしたことが判明してしまったことに対する「逆ギレ記事」とも揶揄された。
- 6月5日 - 「Look!s」夏号のインタビューにて、上戸彩が「ネットは事務所のパソコンを使用して2ちゃんねるを見てます」と発言。
- 7月4日 - CS放送・フジテレビ721にて、『2ちゃんねるを見る』という番組が始まる。
- 7月6日 - 「ニュース速報」板が一時閉鎖される。7月9日には復帰したように見えるが書き込もうとすると批判要望板に誘導される。
- 7月9日 - 2月17日以来閉鎖していた「ニュース実況+板」が復活。
- 7月11日 - 第20回参議院議員通常選挙の投票日に合わせ、6:50頃から、全ての板の“名無し”（無記名での投稿時に、代わりに投稿者名として表示される名前。板ごとに異なる“名無し”が設定されている）が、一斉に「名無しさん@そうだ選挙に行こう」に変更される。20:20頃に全て元に戻る。以降、この一時的な名無しの一斉変更は、国会議員選挙などの際によく行われている。
- 7月17日 - 18日 - 大規模なFLASH創作上映イベントの「FLASH★BOMB‘04」が開催される。
- 8月6日 - 2ちゃんねるの人気ログを電子書籍として配信するサービスが始まる。
- 8月11日 - ニュース速報板が復活。
- 8月16日 - 2ちゃんねらーの募金により建設が進められていたアフガニスタンのフィールズバハール小学校が建築完了し、学校名プレートにモナーと2ちゃんねるのアドレスが記入される。
- 10月8日 - NHK総合テレビが『特報首都圏』（東京・放送センター制作、関東・甲信越地方のみで放送）で、“インターネットの匿名掲示板で個人に対して行われる（行われた）誹謗中傷→裁判の例”として2ちゃんねるを取り上げる。
- 10月27日 - 東京地裁、2ちゃんねるにIPアドレス開示を命令。「“スーパーフリーのメンバーだった”と事実に反する書き込みを2003年7月 - 2004年8月にかけて繰り返され、噂の広がりから勤務先（電通）を辞めざるを得なくなった」と申し立てた都内在住の男性の訴えを認めての判決。この社を取り上げた週刊金曜日のシリーズ記事でも扱われる（12月3日号）。
- 11月21日 - 夕刊紙「日刊ゲンダイ」で、奈良市小1女児殺害事件について、“似た手口の書き込みが2ちゃんねるに”と取り上げられる。共同通信社、TBS、毎日新聞、サンケイスポーツなど報道各社でも。CCさくら板のスレッド「さくらたんの歯をムリヤリ抜く」から。結局逮捕された犯人は2ちゃんねるとは無関係だと判明した。
- 11月21日 - ポイント送付機能付きの新式掲示板「BE@2ch掲示板」発足。投稿が面白いと感じた相手にはポイントを贈る事が出来る。意味の無い・無駄な発言を除こうという試みで、管理人直轄で各種実験及び調整が行われている。
- 12月22日 - 名古屋地裁、ユーザー情報（住所氏名）の開示を愛知県のプロバイダーに命令。静岡県の土木建築会社が2ちゃんねるで中傷され、IPアドレス開示を受けた事に伴うもの。
  - NTV『@サプリッ!』サイトでの人気投票で、大人気スターとされるペ・ヨンジュンよりパペットマペットを上位にしようと2ちゃんねらーが組織投票。騒ぎの余波で、ペの日本公式サイトのセキュリティホールをクラッキングし、掲示板に個人情報の暴露などし荒す[47]。IMX（日本側エージェント）はシステム改善が済むまでの閉鎖を決定（2005年1月再開）、また不正アクセス防止法違反、電算機損壊等業務妨害の被害届を提出（26日）。

## 2005年
この年の7月7日、『電車男』のテレビドラマ版が放送を開始。この影響でこの年は過去最高のユーザー数となり、初のピークを迎えた。
- 1月17日 - センター試験の英語・国語の問題に係わると見られる内容が、試験開始前に相次いで2ちゃんねるに書き込まれていた事が発覚。いずれも試験当日の未明に書き込まれており、当初は「問題内容を知り得る立場の関係者が“流出”させた可能性が高い」と報じられたが、後に書き込んだ人物が警察の取り調べに対して「予想で書き込んだものがたまたま的中しただけ」と供述した。なお、国語Iにおいて教科書に掲載されている文章が出題されたミスも、2ちゃんねらーが指摘している。
- 1月18日 - 報道ステーションの「センター試験問題流出関連の報道」でアナウンサーの河野明子が2ちゃんねるを紹介。またフリージャーナリスト井上トシユキの「（問題を）当てる人のことを神と呼びます。いわゆるゴッドですよね」という発言が反響を呼ぶ。
- 1月28日 - 架空請求詐欺の電話を録音し編集した、「山田ボイス」が2ちゃんねらーによって制作され貼られる。これにより、架空請求詐欺を行う者を山田ボイスで釣り上げ山田ボイス対詐欺者とのやり取りを録音し公開する者が続出し、架空請求詐欺撲滅に一役買った[48]。
- 2月3日 - 北海道の男をテレビ朝日に対する爆破予告で逮捕。2ちゃんねるへの犯罪予告の書き込みに携帯電話が使われた。
- 2月14日 - 大阪府の小学校で起きた教師殺傷事件（大阪小学校教師殺傷事件）で現行犯逮捕された容疑者の少年の実名が書き込まれる。事件当初は本当の名前も含め少年の名前とされるものが複数挙がっていたが、翌日フジテレビの番組『とくダネ!』が誤って名前の映った映像を流したことにより特定されてしまった。大阪法務局は2ちゃんねるにこの書き込みの削除を要求したが、運営側はフジテレビ側の責任として要求を却下した。
- 2月22日 - 宮城県警察、仙台市のある中学校に対して「生徒を皆殺しにする」と19日に書き込んだ少年を緊急逮捕。20 - 22日まで部活動中止や集団下校の措置を取らせた威力業務妨害容疑で起訴。
- 2月23日 - 20日に行なわれた英検2級の二次試験（面接）で、試問の内容が試験時間中に書き込まれていた事が判明。携帯電話を持った受験者の2ちゃんねらーが、自分の番の終了後に2ちゃんねるに漏らした疑い。
- 3月2日 - ロードレース世界選手権の250ccクラスに参戦する関口太郎がスポンサー探しに苦慮していたため、2ちゃんねらー有志（主にバイク・モータースポーツ板住民）がカンパ。『Team(・∀・)2ch』の名のもとに280万円以上を集めてスポンサーに名乗りを上げ、『Team(・∀・)2ch』のステッカーが貼られたマシンが、世界各国のサーキットで勇姿を見せる[49]。東京中日スポーツはこの動きを「単車男に資金を」という見出しで伝える。応援歌『フルスロットル』はフリー音楽サイト『NEXTMUSIC』のダウンロードランキングで1位になった他、萬Z(量産型)の歌唱バージョンもWEB上で発表され、翌年のCD化のきっかけとなる。
- 3月3日 - 「読者との対談記事を勝手に書き込まれた上、著作権侵害による過去ログ削除を要求したのに実行されない」として漫画家北川みゆきと小学館が提訴していた裁判の控訴審判決。東京高等裁判所は請求棄却の一審判決を破棄、内容の非公開化と120万円の賠償を「ひろゆき」に命令。
- 3月21日 - 2001年8月の2ch閉鎖危機騒動以来、書き込みの日付けに表示されていなかった西暦4桁と曜日欄が一部の板を除いて復活した。
- 3月29日 - auの携帯電話『PEИCK』で使われている「オリジナルである」とされていたフォントが、フリーで公開されていたフォント「Major Kong」であることが判明。このフォントの無断使用に対して、「ひろゆき」が同商品を皮肉った画像（2ちゃんねらー制作）をトップページとして使った。当日、KDDI側がフォント無断使用を認め謝罪。
- 4月 - 奈良騒音傷害事件が発生、世間で「騒音おばさん」として注目され、2ch内でも話題となり彼女の音声を使用したBGMやFlashが製作され、BGMの1つがTBSのニュース番組を通じて報道された。後年、ニュース系スレッドで被害者による陰謀説などで騒がれる事になった。
- 4月1日 - エイプリルフール。2ちゃんねるのトップがアクセスごとに「大日本第弐極地本部」または「地球市民平和第2掲示板」のどちらかに切り替わる。
- 4月4日 - 『ヨミウリウィークリー』4月15日号「大流行『ブログ』でストーカーに狙われる」の記事内で、ブログの2ちゃんねる化が問題であるとして取り上げられる。
- 4月11日 - 一連の中華人民共和国における反日活動に対抗するために、反日が集まる中華人民共和国の掲示板に猥褻な画像を貼り付け、反日の中華人民共和国人(以下中国人)の士気を下げようと試みた（しかし、日常から日本のエロサイトを覗いていた中国人は多数いた）。また、「イケメン」「ぬるぽ」という言葉を日本では侮辱の言葉として使われると中国人に嘘の情報を浸透させ、田代砲による反日ページを潰すための活動や日中の動きに関するアンケートに対して日本側を支持するに大量に投票させるプログラムを配布したりした。その後、2ちゃんねらー側が中華人民共和国の掲示板に入江紗綾の画像を連続でアップロードした所、瞬時にして反日的書き込みが激減、入江紗綾を激賞する書き込みが次々とされ、反日を一時忘れたような奇妙な事態も発生した[50]。
- 4月16日 - 大規模オフ掲示板において、反日暴動を起こした中国に対する抗議行動として計画されていた「中国大使館に花を贈りに行くオフ」を混乱させる書き込みがあった。この書き込みをした人物の個人情報が露見し2ちゃんねるに貼られ、その後それを削除しなかったとして本人が2006年8月に裁判を起こし、間接強制で一日につき5万円の制裁金を課すように求めた。更に2007年1月12日には、管理人の西村博之の2ちゃんねるのドメイン仮差押などを東京地裁に申請するに至った。
- 4月25日 - 「ひろゆき」、同志社大学教授の浅野健一に警告メールを送る。浅野が、「2ちゃんねるの閲覧者の9割が右翼である。そして、2ちゃんねるは自由な言論を確保されていると言うが、それは嘘であり、左翼にとっては閉鎖的である。管理人の西村が発言をチェック、管理しているに違いない」というような旨を、自身の研究室のサイトに記載していたため。
- 4月27日 - 資生堂が自社Webページ内で「ハゲている人は子孫に迷惑」「ハゲている人は出世出来ない」といった遺伝子レベルでハゲている人を侮辱する広告を記載。これに怒った2ちゃんねらー（ハゲている人、ハゲていない人に関わらず）が資生堂に対して抗議をする。資生堂側がこっそりと広告削除を行い沈静化を図ろうとするが失敗し、ゴールデンウィーク明けの5月6日に謝罪文を記載した。
- 5月12日 - トップページ及び一部の板のトップに、iframeタグでライブドア広報・乙部綾子のブログへの隠しリンクが付けられ、ブログのアクセスランキングが上がるような工作がされる。インプレスやじうまWatch[51] でも問題になる。しかしスクリプトエラーが出たり（URLを表示させる為の故意?）、また多数の山田ウイルスの感染者（2ちゃんねらー?）に警告を促すため、リンクが付けられた該当板にアクセスしようとすると即座に127.0.0.1（localhost―自分のマシン）に飛ばされるように設定されていたため、ユーザーから一斉に非難の声が上がる。騒ぎに気づいた運営側はリンクをコメントアウト。以前から問題になっていた、ブログのアクセス数で貰えるライブドアポイントをiframeで稼ぐという手法に対し、「ひろゆき」が問題提起も兼ねて実験的に行ったと見られている。
- 5月18日 - 2ちゃんねるのトップに自由利用マークが張られる。
- 5月23日0時42分11秒 - 1990年代（1999年）に立てられた最後の現役スレッドだった「社会科学系序列」（社会学板。1999年12月22日18時38分に立てられた）が1000レスを達成し、dat落ちする。
- 6月2日 - 温泉板にて、患者の手術中の写真、温泉での迷惑行為、証言の為に訪れた裁判所での盗撮行為、放射性物質を川へ流すなどの行為を自らのサイトで暴露していた医師のことが書き込まれる。その後ニュース速報板にスレが立ち、祭が発生。2ちゃんねらー直ちにマスコミ・関係機関などタレコミを始め、所属しているとされる医科大学に真意を確かめる人物まで登場した。更には写真週刊誌に大学を名指しして取り上げられたが、大学側は否定している。現在医師はサイトを消去し、すべて冗談だったと主張している[52]。
- 7月6日 - ベスト電器のネット通販サイトにて、液晶テレビの価格を一桁間違えて表示されていたことを2ちゃんねらーが発見、合計で4万台以上の注文が殺到した。購入者の中にはフジテレビ『とくダネ!』のリポーターも含まれていた。この件に対しベスト電器は、お詫びとして注文者に1000円を送り謝罪している[53]。
- 7月17日 - 夕刻からDoS攻撃により一部のサーバが高負荷になり、複数の板で書き込み・読み込み不能の事態に陥る。最高で10分間で約13万回のアクセスを記録した。このDoS攻撃を行ったとされるIPアドレスがOCNに割り当てられていることが判明し2ch側はOCNに対処を求めたが、「対処を行う窓口がない」と断られた。そのため管理側はOCN全てのユーザーを、翌7月18日に日付けが変わった瞬間から、一部を除いたほぼ全ての板に対してアクセス禁止とした。その後OCN側の対処によりその日のうちに2ちゃんねるへのアクセス禁止は解除された。
- 7月30日 - この日「ネット言論から始まる韓国問題 〜暴走する韓国の反日〜」というシンポジウムが都内で行われる。数ヶ月前からこの会の参加者の募集が、ハングル板や極東ニュース板の「日韓問題シンポジウム開催告知スレ」というスレッドにて行われていた。スレッドはそれなり賑わいをみせ、参加した人も多くいると思われるが、後日、このシンポジウムの主催は宗教団体ではないかという疑惑が持ち上がる。司会の女性のキリストの幕屋の信者と思われるような、特徴的な三つ編みの髪型姿の写真や、またその女性がくつろぐ部屋の壁に十字架が飾られている写真が、チャンネル桜のサイトより発見された。これらのことは2ちゃんねる上で宗教団体の勧誘行為をしているのではないかと推測される出来事であった。
- 8月2日 -トップページの壺の絵がMacromedia Flash化する。クリックするとゲームが遊べる。その後のまネコ問題によりゲームは中止された。
- 8月12日 - 新しい歴史教科書をつくる会の手による歴史教科書が、杉並区で中学校の社会科に採用される事が決定。2ちゃんねらー50人以上が「つくる会」教科書の採択支援に押しかけた事が、産経新聞で記事になる。
- 8月18日 - Googleが無料で配布している「Google Earth」という世界地図・航空写真のソフトウェアにおいて、今まで日本海を「Sea of Japan (East Sea)」と記載していたが、韓国のとある掲示板[どこ?]が発端の抗議で同日8月18日に「East Sea (Sea of Japan)」に変更されてしまう。それに怒った2ちゃんねらーが、発端とされる韓国の掲示板にアタックを行った結果、そのサイトのサーバは停止することになった（韓国側が日本側に対抗しネット上から田代砲を入手し配布したが、その田代砲が韓国サイトを攻撃するように設定されていることを知らずに使い、自滅したとの説も）。また、膨大な量の抗議メールがGoogle側に送られ、後日「Google Earth」において朝鮮半島側の海を「East Sea」、日本側の海を「Sea of Japan」と変更された。これらの行為について8月22日頃から韓国のメディアがこのことを一斉報道し、フジテレビのニュース番組でも報道した。日韓両メディアはハッキング行為があったと報道しているが、実際にはハッキング行為などは行われておらず、DDoS攻撃のみが行われた。
- 8月22日 - O-Zoneの『恋のマイアヒ』がオリコン・アルバムチャート総合1位の大ヒットを記録し、日本にマイアヒ旋風を起こす社会現象になった。大ヒットの原動力となったPVには「モナー」などのアスキーアート (AA) キャラクターに酷似するキャラクターが登場していたが、9月1日からこのキャラクターを「のまネコ」と称したグッズをエイベックスネットワークが発売したことから、「インターネット上の共有財産であるAAキャラクターを独占して金儲けをしている」という非難の祭りが始まった。
  - 事件の詳細についてはのまネコ問題を参照。この問題に関連して、ニュース速報(VIP)板のデフォルトの名無しが「以下、名無しに変わりましてモナーを取り返します」に変更された。またトップページも、八頭身が怯えて壷に隠れている絵に変更された（「ひろゆき」の「八頭身あげるからモナーを返して!」という発言により変更されたとみられる）。
- 9月24日 - 「ひろゆき」が、「のまタコ」グッズの販売許可と7日以内の回答を求める旨の公開質問状をエイベックス・グループ・ホールディングス宛に提出。結局エイベックス側から7日以内に回答は無かった。この内容は日本国内だけではなく海外にも報道された。
- 10月3日 - エイベックスが、9月30日に取り下げを行わなかったとして批判された「米酒」という、モナーAAに酷似した商標の登録を取り下げた。
- 10月7日 - 動物病院名誉毀損事件で、最高裁は「ひろゆき」の管理者責任を認定し上告を棄却。計400万円の賠償と書き込み（過去ログ）削除を命じた一審判決が確定。
- 10月18日 - 少女漫画『エデンの花』の一部に週刊少年ジャンプ掲載のマンガ『SLAM DUNK』の画を盗用（トレース）したシーンがあるとの指摘があり、出版元の講談社が調査。作者の末次由紀が盗用を認めたため、講談社は該当作を含む当人の全作品を回収絶版とする事を決めた。しかし、2ちゃんねる上では2003年から、他の掲示板では1995年から類似を指摘する書き込みがなされており、当人も影響を認める発言を行っていることから、この時期の回収には疑問の声があがった。その後『スラムダンク』にもNBA選手らの写真をトレースしていたという疑惑が2ちゃんねる内で持ち上がり、話が別方向に進んでいる[54]。
- 10月19日 - ヤフーのニュースページを騙り、「中国軍沖縄に侵攻、自衛隊と交戦。と共同通信が報じた」とした偽ニュースが作成され2ちゃんねる内に流布された。同日、長崎市在住の元プログラマーが「書き込みが受けなかったため、つい作ってしまった」と共同通信長崎支局及びヤフーに電話で名乗り出てに謝罪。11月28日に逮捕され、12月16日に著作権法違反で罰金50万円を言い渡された。
- 10月20日 - 宮城県警、ハンドル「神の代理人」こと東京江東区の専門学校生の男 (23) を脅迫容疑で逮捕。9月16日に仙台市太白区の小学校に通う女子児童を名指しして「ナイフで切り裂いて殺す。10月30日までに絶対やりとげる」などと書き込んだ疑い。大阪教育大池田小事件にも触れ「記録を抜かないといけない、9人以上処刑する」とも書いたという。その後の警察の捜査により、9月30日にエイベックスが被害届を提出したエイベックス社員殺害予告もこの男の書き込みと判明、強要未遂の疑いで再逮捕（11月22日）。この女児の名前が名指しされた理由としては、女児が通う小学校のホームページに掲載されていたのが理由で、小学校側は女児の両親に謝罪、ホームページへ児童の名前の掲載を削除した。
- 10月22日 - 竹島が韓国領土だと主張する慶尚北道庁のホームページがクラックされ、麻原彰晃が新聞を読む写真や「ちんぽ」の文字、さらには2ちゃんねるのAAやアドレスが貼られた上、アニメ『魔法先生ネギま!』の主題歌『ハッピー☆マテリアル』が流れるように仕組まれる事件が発生。
- 11月3日 - 韓国の伝奇武侠小説「墨香」を基にしたMMORPG『墨香オンライン』に、日本のユーザーを取り込むべく、キャラクターとしてモナーが登場する事が決定（「ひろゆき」もavexへの対応とは逆に容認、β版のオープンテストを韓国のサーバで運用中）。
- 11月5日 - 静岡県伊豆の国市の女子高生によるタリウム使用による母親毒殺未遂事件に関連し、2ちゃんねらーが掘り出したと見られる少女の実名と顔写真へのリンクが貼られる。運営は例によって法務局の削除要求を無視した。
- 12月8日 - みずほ証券が新規上場したジェイコム社の株式を「61万円で1株の売り」とするべきところ「1円で61万株の売り」と誤注文し、株式市場を混乱させた（ジェイコム株大量誤発注事件）。異変に気付いた2ちゃんねらーは株式板や実況板などへ次々に投稿、この時に投資一般板の住人であったB・N・Fがジェイコム株7,100株を取得、同日中に市場で1,100株を売り抜け、残る6,000株を約20億円で強制決済（解け合い）していたことが大量保有報告書で分かった。
- 12月12日 - 警視庁、「ひめ」こと北九州市の無職男 (25) を逮捕。9月18日にJR新宿駅爆破予告を書き込んだ威力業務妨害の疑い。
- 12月13日 - 朝日新聞「オピニオン」ページの人権擁護法関連記事で、2ちゃんねらーによる鳥取県営施設HPへの荒らし行為と、これによりサイトの掲示板が閉鎖に追い込まれた話題が取り上げられる（鳥取県が独自に人権条例を定めた事が攻撃の対象になったもの）。
- 12月31日 - 楽天スーパーポイントプレゼントキャンペーンの不備を2ちゃんねるに晒され、それを「楽天からのお年玉」と称し付与されたポイント（1回あたり2,000円相当）で商品を購入する者が多数現れる。楽天側は翌年1月2日ごろから楽天KCを皮切りに対策を講じ始めた（楽天ポイント祭り）。

## 2006年
2004年から2005年までの『電車男』ブームにより、ユーザー数がピークを迎えた2ちゃんねるであったが、相前後して2ちゃんねるまとめブログが流行。ブログにもコメント欄が付属していることから、これまで2ちゃんねるを利用していたユーザーが徐々にまとめブログへ移行する傾向が徐々に目立ち始めた。また、この年に開設されたアメリカ合衆国発祥のソーシャル・ネットワーキング・サービス(SNS)である「SNS界の黒船」ことTwitterが登場し、日本語版も同年に開設。後に2ちゃんねると一部競合することになるが、当時は注目は薄かった。
- 1月13日
  - 2ちゃんねる上に「ウィキペディアでhyde（L'Arc〜en〜Ciel）や木村拓哉 (SMAP) の身長を書き込むと即刻消去される」といったスレが投稿され、ウィキペディア上で編集合戦が開始。両記事が保護される。hydeの項目では、ウィキペディアのユーザーが行った該当部分の削除などに対し「処置が気に入らない」とする人間が多く、hydeに関連する記事にも影響が波及した。現在も身長記入問題として対策が続けられている。
  - 日本経済新聞を騙って「13日朝刊記事の訂正とお詫び」の書き込みが為された。日経が運営に抗議、削除を要求（14日）するが、申し入れは例によって運営陣が却下した上、多くの2ちゃんねらーに叩かれる結果となった。
- 1月18日 - 東京都が19日に発表する予定だった、行政書士試験合格者637人の名前などを掲載した都公報ページへのリンクが2ちゃんねるに張られる。
- 1月20日 - エイベックス脅迫事件で起訴された男が、同社の松浦勝人社長の名前を挙げ「同社幹部が暴力団とも深くつながりがあるのは間違いない」などと書き込んだとして、名誉毀損で追送検される。
- 2月26日 - P2Pファイル交換ソフト「Share」にて、感染者のパソコンをサーバ化しハードディスクの中身やデスクトップの状況を常時キャプチャーして公開しまうウイルス「山田オルタナティブ」が発生。誰でも感染者の状況がリアルタイムに見られる為、デスクトップの状況を保存して掲示板にアップロードして楽しむ者や、感染者にメールや電話で通報し警告する者、山田オルタナティブをアップロードして掲示板にリンクを貼り付ける者など、祭りと化している。また、山田オルタナティブの亜種のウイルスとして、2ちゃんねるに感染者のホスト名を表示して爆破予告を自動的に書き込むウイルスも確認され、同年4月にはこのウイルスの亜種としてDownload板やニュース速報(VIP)板のスレの特定の文字列を解析し大量に書き込むウイルス「イオナズンスクリプト」が確認された[55]。
- 3月22日 - 『筑紫哲也 NEWS23』の3月20日と3月21日の特集で元慰安婦の「ナヌムの家」を報道。その報道内容に対し「このナヌムの家には多くの矛盾点があったり、日本語版のページで日本人に対し差別的行為を行っていたりしている」と怒った一部の2ちゃんねらーが『筑紫哲也 NEWS23』に対し抗議活動を行われた[56]。
- 3月27日 - 前年にバイク板で発表され好評だった、オートバイレーサーの関口太郎の応援ソングである『フルスロットル』がCD化発売。amazon.co.jpのインディーズチャート1位を獲得[57]。JASRAC信託をしないことにより、本来なら発生する著作権料等が、スレ住人である作者に入らずに同選手へのスポンサー料として提供された（歌唱は萬Z(量産型)）[58]。
- 4月1日 - エイプリルフール。2ちゃんねるでは日付が2006年3月32日となり、トップページ下部に「エイプリルフール中止のお知らせ」という7行の文章が加えられた。翌日の4月2日には2ちゃんねるの一部板にて日付が2006年3月33日となり、同4時前後までこの現象は続いた。
- 4月5日 - NHK元職員が実名で2ちゃんねるでNHKの内部情報を公開し告発するスレが立つ。2ちゃんねるで告発した理由として、NHK職員がよく2ちゃんねるを監視している為に行ったと発言している[59]。
- 5月26日 - “爆笑問題の太田光がラジオで反日侮日発言”とする内容がニュース速報+板に書き込まれ、右翼団体「正氣塾」が所属事務所に“抗議状”を持参し面会を要求していた事が分かった（当人は不在だった）。この記事には「太田がラジオ番組で反日的な発言をした」「太田が『亜細亜への謝罪のため靖国神社は破壊すべき』と発言した」というデマが書かれていた[60]。実際にはそのような発言はなく、書き込みの内容は何者かにより捏造されたものと判明する。警視庁は事務所に警備員常駐及び太田の身辺警護を進言。またこの煽りを受け、正氣塾のサイトにあるBBSが荒らされている[60]。なお、太田自身は生まれ育った日本に対する愛着があることを公言しており「なにより、東京や日本が好きだ」「やっぱり俺は日本という国が好きだ」といった発言をしている他[61][62]、靖国神社への参拝やA級戦犯の合祀にも理解を示し、戦死者や遺族の心情に寄り添う立場をとっている[63][64]。
- 5月27日 - 13:00(JST)頃に管理人によりCookieの仕様が突然変更になる。一部の2ちゃんねるブラウザでは投稿の際に出る注意書きのダイアログが何度も表示されて書き込みができなくなるなどの事態になった。
- 5月28日 - 「オタク女的らくがきブログ!」での騒動を発端として、VIP板とニュース速報板を拠点に一部住民が連携して2chまとめブログの攻撃を始め、祭りになる。この煽りを受け、多くの大手、中堅まとめブログが閉鎖に追い込まれるものの、一部はその後再開をした[65]。
- 6月19日 - 前日から2chのサーバが断続的に落ちる問題が発生していたが、原因は「何者かの攻撃」とFOX★が発表。その後、原因はDoS攻撃で1秒間に5億回のアクセスを受けたことが判明。
- 7月5日 - 北朝鮮がテポドン2号を含む北朝鮮によるミサイル発射事件で、ミサイル発射約5分前にそれを予言したとも受け取れるスレ[66] がニー速板に立てられた。このことは『週刊新潮2006年7月13日号』にて「「5分前の発射予告」で注目された「謎の韓国人親子[67]」と題する記事になった。
- 7月10日 - 長野放火事件で同日に逮捕された20歳の女の名前をインターネット検索すると、逮捕された女が運営していたブログが発掘されることが、2ちゃんねらーにより発見される。そのブログから、放火後に撮られた写真が発見。コメントに「怖いょ〜」と載せていた。名前より、以前グラビアアイドルを目指していて某グラビアアイドル（女とは無関係）の名前でブログを公開していたことや彼女の過去の所業などすべてが2ちゃんねらーにより発掘され、そのネタをマスメディアがそのまま使い大きくこの事件を取り扱うようになった。また、名前を勝手に使われたグラビアアイドルはレギュラー番組で彼女に対して自分の名前を勝手に使われて迷惑だとコメントした。
- 7月18日以降 - YouTubeにアップロードされた極楽とんぼ関連の映像に、一部のユーザーが“英語で話せ”という旨をJapと差別表現を使いコメント。これに対しアメリカ人男性のユーザーが英語で「Japと言うな! ニガーなどとは間違っても言わんだろうが!」（日本語訳）と非難する内容のビデオを投稿するが、英語に疎く「Jap」という単語しか聞き取れなかった一人の2ちゃんねらーが「このアメリカ人男性は日本人をJapと呼んで中傷している」と勘違いし、彼の投稿したビデオ映像をコメントで罵倒。さらに、別の在日アメリカ人留学生の少女がビデオで「喧嘩はやめて」と呼びかけるが、この少女のボーイフレンドが韓国人であると思い込んだその2ちゃんねらーは中傷コメントを浴びせた。この中傷騒動により、少女は公開していた日本での思い出の映像や写真を非公開にしてしまった。更に、『めちゃ2イケてるッ!』で共演した有野晋哉（よゐこ）や雛形あきこのブログを「この件についてコメントを求める」という名目で荒らす者も現れ、2人とも大人の事情で答えられない中、特に荒らされた有野が、行いを慎むよう2ちゃんねらー達に求めるエントリを出してコメント欄を閉じる騒ぎになった。
- 8月10日 - 福島県職員採用試験の合格者番号が書かれたページのURLが、発表予定日（11日）前日に「公務員試験」板や「公務員」板のスレに書き込まれた。このページは県人事委員会が10日夜に県のサーバに登録したもの。県ホームページなどからはリンクされていなかったが、直接URLを打ち込めば閲覧出来る状態になっていた。
- 8月22日 - 金平桂一郎・協栄ジム会長、書き込みについて名誉毀損で告訴した旨発表。亀田興毅のファイトに絡み、“強制わいせつで1999年3月に逮捕の前歴、在日朝鮮人”などと書き込みがされていたとの事。年月は父親の金平正紀前会長が没したそれと同一。
- 9月15日 - 日本テレビ放送の『ザ・ワイド』で中川翔子がインタビューのナレーションでVIPで作られた、いわゆる「VIP用語」をしょこたん語と言い換え中川翔子が作ったかのような物言いをし、それに激怒した2ちゃんねらーにより日本テレビや中川翔子らのブログが炎上した。翌日に当人のブログでトラックバックを規制した。
- 9月16日 - 臨時VIP板ことなす板にある擬似キャップ機能を悪用し2ちゃんねる運営側に成り済ました人物がニュース速報(VIP)板を同日閉鎖を宣言したスレが同板に作られ、それに引っかかった2ちゃんねらーが多数ニュース速報(VIP)板に「ニュース速報(VIP)板閉鎖するの?」と書き込んだ。
- 9月18日 - 福島県須賀川市立第一中学校で2005年に発生した、柔道部部長による、1女子生徒をリンチした挙げ句に、学校教師らにより、意識不明の重体を負っても救急車が呼ばれずに事故が隠蔽された事件で、意識が戻らない被害者の女子生徒の母親の話を聞いた2ちゃんねらーが被害者家族を支援したいと活動を行い、朝日新聞の福島総局を通じ、千羽鶴と回復を祈った女子生徒へのバースデーカードを送った[68]。
- 9月21日 - 2ちゃんねる管理人の西村博之が「失踪した」と夕刊フジが報道。テレビ・ラジオ各局でも取り上げられる。しかし、翌日の当人のブログでは、「東京ゲームショウに失踪していた」と述べていた。
- 9月28日 - NHKチーフプロデューサーの父とNHK職員の母を持つ4歳の幼女が心臓病を患い心臓病手術の為の募金を集めようとしたが、2ちゃんねらーが「自分達の莫大な資産と年収で手術費用を賄えば募金に頼らずに済むはず」と反発、募金活動に対し非難の声を上げ始めた。その後、この家族は1億円以上を募金で集めることに成功した。他にも同様の難病児募金が行われており、2ちゃんねるでは「死ぬ死ぬ詐欺」と呼ばれた。毎日新聞が特集「ネット君臨」の第1部「失われていくもの」で、2ちゃんねらーの囃し立てた「死ぬ死ぬ詐欺」を、『難病児募金あざける「祭り」』と題して取り上げる（2007年1月1日付）。この記事で募金批判の中心となったハンドルネーム「がんだるふ」（58歳、男性）は、「自分は2ちゃんねると無縁である」と反論した。
- 10月1日 - 携帯電話通信企業ボーダフォンがソフトバンクモバイルに変更。ホームページも同日0時にソフトバンクモバイルに変更されたものの、誤字脱字が多かったり、問い合わせページや各店舗ページが表示されなかったり、ドコモの携帯電話が使えるような写真が表示されたりと、2ちゃんねるのニュース速報板でこの事について指摘するスレッドが立った。
- 10月6日 - 三洋電機の社員がファイル交換ソフトShareを利用中ウイルスに感染、女性の裸体写真などを含んだファイルが流出した。社員はmixiに本名で登録しており、悪意のある者がニュース速報板などを中心に、mixiに複数アカウントを取得したり、ネカマに成りすまし、コメント欄に大量に投稿したり、女性の写真をmixi上にばらまくなどして暴徒化した。この事件以降、mixiの運営側に対し非難する意見が多くなり、その為かmixiは2ちゃんねらーが取得したと思われるアカウントと、そのアカウントの人間が作ったと見られるコミュニティを徹底的に削除して対応を行うこととなり、本件とは関係ない人間も巻き添えにして削除しているという非難も多くなった。また、これが原因かは不明だが事件発覚以降mixiの株価が急激に下落したと一部のマスコミが報じた。
- 10月18日 - 中国人民解放軍がネパール国境地帯でヒマラヤ山脈越えをしていたチベット人らに対して無差別に発砲し2名が死亡、子供を含む70名ほどが消息不明になり、たまたま現場に居合わせた外国人グループが一部始終を撮影し公開した。この事件についてのYouTubeを含む動画のリンクを、管理人の西村博之が興味を持ち、2ちゃんねるのトップページに自ら貼り付けた。
- 10月19日 - 佐賀県庁の「危機管理・広報課」が月10万円弱の公費を利用し東京都渋谷区の監視会社「ガーラ」などに対し、2ちゃんねる監視・対策（主に佐賀というキーワードを検索する）などを行っていることが朝日新聞により記事にされる（テレビ東京系放送のワールドビジネスサテライトではこのことについて6月5日に報道していた）。それにより、2ちゃんねる内でスレを立てる際に「佐賀」というキーワードをわざと入れて立てることが流行してしまった。また、ニュース速報(VIP)板が「ニュース佐賀県速報(VIP)佐賀県庁」となり、デフォルト名無しが「以下、佐賀県庁にかわりまして佐賀県民がお送りします」、投稿日が「佐賀暦2006年」、投稿曜日が(佐賀県庁)になった。また10月20日以降になると、「佐賀」というキーワードを2ちゃんねる内に自動的に入力する「佐賀スクリプト」というアプリケーションや、感染すると自動的にホスト名とデスクトップ画面とインターネットの履歴などを公開しながら、「佐賀」というキーワードを2ちゃんねる内に投稿するウイルスまで登場した。
- 10月28日 - 10月29日実施の漢字検定2級の試験問題の一部が試験前日に「資格全般板」のスレ[69]に書き込まれた。11月2日までの間に日本漢字能力検定協会が事態を把握。漏洩した問題の得点を無効として180点満点として採点する、2級受検者全員が無料で再受験出来るようにするなどの対応策が実施された[70]。
- 10月30日 - fusianasanトラップのひとつとして有名な「裏2ちゃんねる」へのリンクトラップで、「裏2ちゃんねるに部落地名総鑑がある」と言う嘘の書き込みを三重県内の公務員が発見、これを真に受けて同人が三重県人権センターにこのことを通報した。
- 11月3日 - NHKのニュース番組ニュースウオッチ9にて、ブログと企業の宣伝活動として坊農さやかのブログが取り上げられ紹介された。坊農さやかの行動について、「企業の工作員だ」「サクラ行為を平然と行っている」と2ちゃんねらーが激怒してブログのコメント欄が炎上することになった。
- 11月7日 - “スーパーフリーのメンバーだった”と書き立てられた事で退職を余儀なくされたとして電通の元社員が2ちゃんねる及びサイバッチ、「噂の眞相」を名誉毀損で提訴した裁判で、東京地裁は訴えを認めて被告各者に総額600万円余りの賠償を命令、2ちゃんねるに対しては過去ログの削除と書き込んだ者に関する情報開示を命じた。2ちゃんねる側からは誰も出廷せず、事実上の請求認諾。原告代理の弁護士は「最終的には投稿者にも賠償請求する」との事。
- 11月8日 - 北海道札幌白陵高等学校の生徒が同級生を集団でいじめている様子のビデオがアップロードされているのがVIPPERが発掘したホームページの自己PR欄から発見され、数時間で2ちゃんねる内で知れ渡ることとなる。翌日になると同学校に対し苦情が殺到し、多数のマスメディアが取材することになった。学校側は「いじめは6月 - 7月まで把握していた。動画についても把握していたが静観しており、対応をしていなかった」と釈明した。また、このいじめを行っていた生徒らは未成年なのに対し集団で喫煙・飲酒を行っている画像まで公開し、更には無免許運転、ホストクラブでの勤務、オヤジ狩りなど犯罪行為も暴露している。
- 11月11日 - ソニー・コンピュータエンタテインメント (SCE) のゲーム機PlayStation 3が発売。だが、出荷台数が少ないのを知りインターネットオークションに高額で転売し儲けようと目論んだ出品者が多数出没した為に、そういった転売目的の出品者に対し一斉にいやがらせ入札を行うように2ちゃんねる内、特にVIPPERが盛り上がって1円落札から1億円落札まで様々な嫌がらせを行なった。また、PS3が発売された際の混乱ぶりがニュースになる中、混乱する店舗に対し「物売るっていうレベルじゃねぇぞ!」と激昂している男性の様子がニュースで放映され、その男性の発言が2ちゃんねる内で盛り上がり、その男性とこの発言付きでアスキーアート化され、そのアスキーアートがすぐさま2ちゃんねる内全体で定着することになった。テレビ局もそれを知ってか知らずか、PlayStation 3での騒動を報道する際には、この男性の様子の映像が使い回されることとなった。
- 11月16日 - 11月11日より盛り上がりを見せているPS3のインターネットオークションでの落札悪戯に関して、PS3を高額で転売し儲けようと目論んだ出品者が「1円で落札するのは1億円で落札と同じ」と記載し、それを落札した人物に対し強要したり、留守電に対し暴言を吐いていたことなどが2ちゃんねらーにより露見。公開していた出品者の情報から、居酒屋経営の男性ということまで判明。更にはコンビニエンスストアのロゴを勝手に改造し、風俗店の看板に使い経営していたり、厚生労働省が脱法ドラッグとして公開している「姫アグラ」を販売していたりと、違法行為が行われているのではないかと指摘され、警察などへ通報されることとなった。
- 11月18日 - 経営難に陥っていた銚子電鉄が、ホームページにて「電車修理代のためにぬれ煎餅を買ってください」と記述。これが鉄道総合板・突発OFF板を中心に2ちゃんねる中に広がり、ぬれ煎餅など同社の商品が飛ぶように売れ、バックオーダーを抱えネット通販がストップするほどの人気となる。このことが2ちゃんねるの行為について隠しながらもマスメディアで取り上げられ、全国から救済の手を差し伸べられることに。更に有志が「Team2ch」の名の下に、車内広告掲示、駅貼りポスター掲示、駅の清掃ボランティア等、幅広い支援を行い、翌年結成された支援組織「銚電サポーターズ」や、ハドソンによるラッピング広告電車企画などを産むきっかけとなった。
- 12月2日 - 筑前町立三輪中学校の福岡中2いじめ自殺事件で自殺した生徒の遺族の元に、「学校の責任をうやむやにさせず事件を風化させないため」にと2ちゃんねるの有志らが千羽鶴を折り、遺族へ送られた。しかし、主催者が大規模オフ板にて「マスコミは呼ばないと意味が無い」「ニュー速+（ニュース速報+板）のスレ立てのネタにするのが本来の目的」と発言していたことが判明し、「目的が非常識すぎる」と同じ2ちゃんねる内で、千羽鶴オフ主催者に対して批判の声があがった。
- 12月9日 - NHK総合テレビ「日本の、これから」で匿名掲示板の例として2ちゃんねるが採り上げられる。「ひろゆき」もビデオ出演（自宅も撮っていた）。番組に参加し意見を述べた声優の落合祐里香（現：長谷優里奈）が、「何者かから殺害予告を受けた」と12日付の自身の公式ブログで報告。

## 2007年

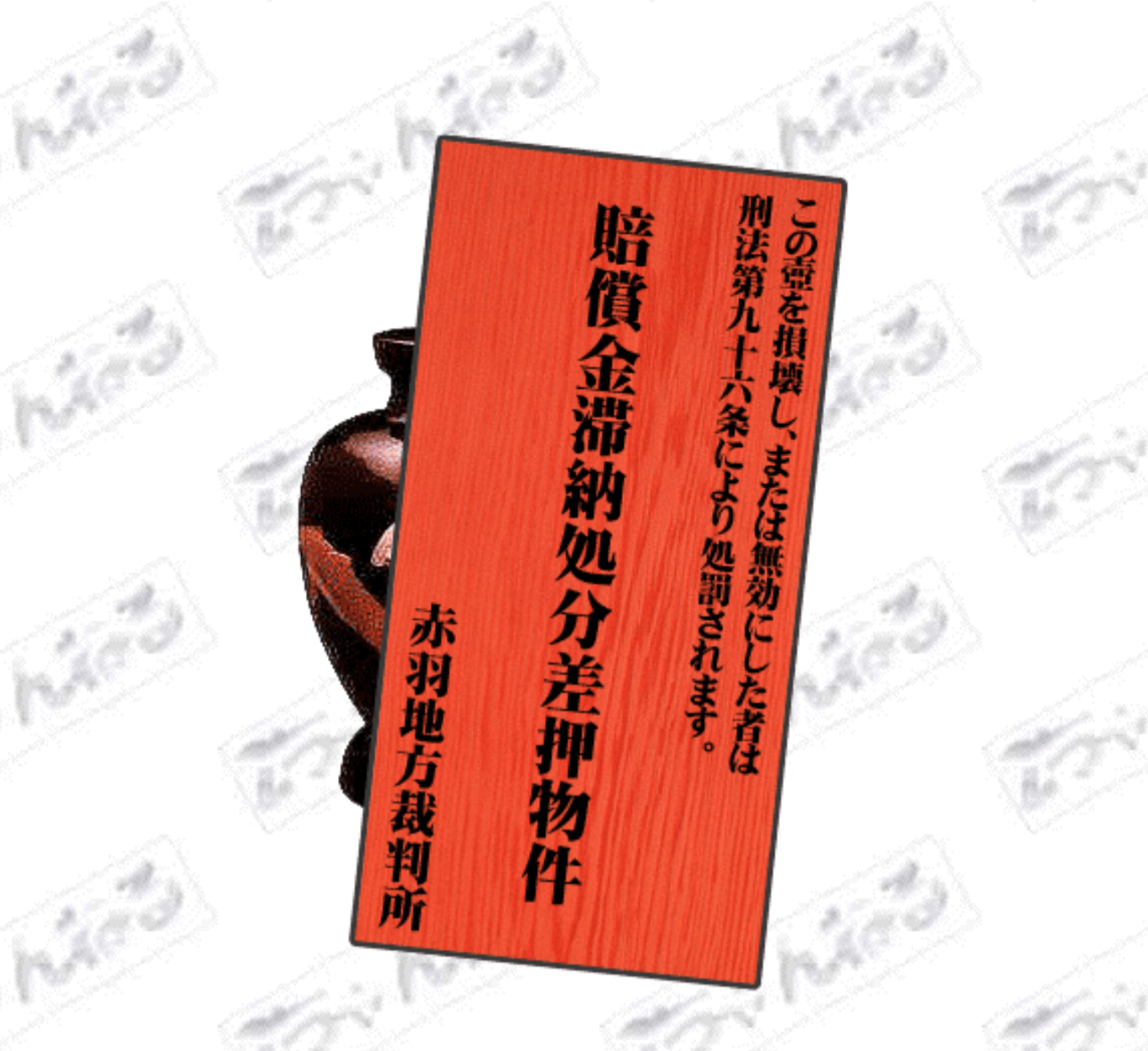
2007年1月12日、2ちゃんねるのトップページに「賠償金滞納処分差押物件」という赤札が掲載された。これはひろゆきの全財産を仮差押えする申し立てが東京地裁に出された際、差押え対象が2ch.netのドメインにまで及んでいたことに対する痛烈な皮肉であった。

- 1月8日 - 大阪府警池田署、石川県や広島県のインターネットカフェを利用して“大阪教育大学附属池田小学校の児童を殺害する”と2ちゃんねるのニュース速報VIP板上で2006年11月21日から11月28日まで9回書き込んだ、固定ハンドル「黒天使沼沢邪鬼」こと福岡県の無職男 (27) を威力業務妨害容疑で逮捕。男は2005年12月12日に新宿駅の爆破予告を2ちゃんねるで行い、逮捕され執行猶予中の身であった固定ハンドル「ひめ」でもあった。なお『"黒天使"沼沢（澤）邪鬼』は実在するプロレスラーの名でもあり、沼澤本人は自らのブログにて同事件に対し遺憾の意を示している。
- 1月12日 - 
  - 管理人の西村博之に対し2006年8月に東京地裁で情報開示を求める申し立てを行なって開示仮処分決定を得、更に当人が仮処分を履行しないため間接強制で一日につき5万円の制裁金を課すよう求めてこれも認められていた東京都の会社員男性 (35) が、“制裁金が累積500万円に達するもなお放置しており債務不履行である”として更に東京地裁に対し「2ちゃんねるのドメイン名 (2ch.net)」を含む西村博之の全財産仮差し押さえの申請を行なったと夕刊フジが報道した[72]。ドメインの差し押さえは前代未聞のことであり、一部の弁護士も差し押さえは難しいとコメントしている[73]。
  - この騒動により、トップページの「壷」は、赤羽地方裁判所（架空の裁判所）により「この壷（?）を破損し、または無効にした者は、刑法九十六条により処罰されます。賠償金滞納処分差押物件 赤羽地方裁判所」と表示され、ニュース速報板では名無しの名前が「〜が差し押さえられそうです」となり、またニュース速報VIP板では名無しの名前が「閉鎖まであと ○○日 ○○時間」となった。またスレッドストッパーは「赤羽地方裁判所」となり、本文が「差し押さえました」となった。
- 1月15日 - ニワンゴがニコニコ動画サービスを開始。
- 1月16日 - 「ひろゆき」に対して第三者破産宣告が申し立てられ、先日のドメインが差し押さえと相まって2ちゃんねる閉鎖の噂が加速する。
- 1月20日 - 17:45頃に、データセンターの電源供給における問題が発生し、一部のサーバが稼働していない状況になった。この影響で大多数の板の閲覧が不可となったが、翌日までに全て復旧した。
- 2月 - ドワンゴが2ちゃんねるで「2ちゃんねらー限定」とした求人活動を行い、3名を正社員として採用。後日追加募集してさらに3名採用、合計6名の採用となった。
- 2月27日 - 警視庁、評論家池内ひろ美を脅迫したとして、日野市の会社員 (45) を逮捕。後に懲役1年、執行猶予4年の有罪判決が下り、2ちゃんねるへの書き込みを巡って司法判断が示された初めての事例となった[74][75][76]。
  - 事件の概要

池内が「トヨタ自動車の期間工はトヨタを漢字で書けるのか」と言うような記事を2006年11月18日にブログに掲載し、炎上した。これを見た会社員が、池内の謝罪がないことに腹を立てて、同年12月20日に「一気にかたをつけるのには、文化センターを血で染め上げることです」「教室に灯油をぶちまき 火をつければ あっさり終了」と書き込んで、当日午後に名古屋で予定されていた教養講座を中止させた。
- 3月5日 - 「ひろゆき」の賠償債務が間接強制も含め4億円余りに膨らみ、50件以上の民事訴訟中43件で敗訴している、と読売新聞が報じた。
- 3月7日 - 画像アップローダーとして2ちゃんねるに画像を掲載する際にリンク用として利用されていた、2ちゃんねるを真似た画像掲載型掲示板「画像ちゃんねる」が、わいせつ画像を公開しているとして2月21日に警察が150人体制で家宅捜索に入ったことをJ-CASTニュースやインプレスやじうまWatchが報じた[77]。5月23日になり、大阪市在住の画像ちゃんねるの管理人と画像ちゃんねるを管理の補助をしていた大学生ら7名がわいせつ図画公然陳列の疑いで神奈川県警に逮捕された。逮捕のきっかけは、2006年11月に元交際相手の画像を掲載した男が逮捕された事件によるものである。この逮捕を受け、「VIPろだ」「がむしゃら」「カサマツさん」など2ちゃんねる系の大手アップローダーサイトが次々と閉鎖された。
- 3月12日 - TBS掲示板捏造問題が発覚。
- 4月1日 - エイプリルフールとのことで、ニュース速報(VIP)板にはワンクリック詐欺の架空の広告が掲載された。
- 5月15日 - 会津若松母親殺害事件で、事件が発生する前日の5月14日21時頃に実況板に、母親を殺害したというスレッドが立っていたことが判明し、この書き込みがあったことがマスコミに報道された。5月21日になり、管理人である西村博之が「犯罪予告」として上記スレを立てた人物のIPアドレスを公開したが、投稿者は愛知県のぷららの回線利用者であった。
- 6月23日 - 司法試験考査委員を務める慶應義塾大学法科大学院の教授が、司法試験で実際に出題された問題を事前に示唆する演習内容や、法科大学院の学生に一斉送信したメールの文章と思われる記述が、2ちゃんねるに書き込まれていたことがマスコミ各社の報道で判明。また、同大学は「2週間前（2007年6月10日前後）に2ちゃんねる上の情報を含む指摘を確認し、同教授に確認するなど、調査を進めている段階だった」とジェイ・キャストに対して答えた[78]。
- 8月1日 - コンドーム製造業大手の不二ラテックスが2ちゃんねる管理人西村博之と共催してコラボレーションした「2ちゃんねるコンドーム」を9月1日に発売することを発表した。売り上げの一部が2ちゃんねる運営費に回される。これについてmixiで激しい議論となり、「叩く」側の2ちゃんねるが初めて「叩かれる」側に回った[79][80]。
- 9月25日 - 朝日新聞のコラムにて、コラムニスト石原壮一郎が「アベする」という言葉が「流行」していると掲載したが、そのような言葉は流行していないとして同人物のブログなどに非難が集中し、2ちゃんねる内で以前から使われていた「アサヒる」という言葉がこのコラムにより流行する結果となった[81]。
- 10月6日 - hobby9サーバがダウン。家電製品板、鉄道総合板、車板など多くの板が使用不能になる。だが、サーバ管理者のFOXが不在のため、復旧が翌日以降となった。8日1時半頃に復活。
- 10月7日 - 22時過ぎ、トップページ等を含む2ちゃんねるの全サーバが使用不能になるが、23時半頃に復活した。約1年半ぶりにDoS攻撃にあった。
- 10月11日 - 「おさむちゃん」という子供が原因不明の難病「拡張型心筋症」を発症したとして、手術のために募金を募るサイトが既婚女性板などの移植募金関連スレなどに貼られ、2ちゃんねる内でサイトの写真が検証されたが別人のを流用していたため、記載されていた住所や病院に確認したところ実在しない人物だと判明したため、マスメディアなどにも知れ渡り注意を促された[82]。
- 10月27日 - 運用サーバ(qb5/qb6)の交換に伴い、規制を受けない板以外で書き込めないという事故が起きた（2ちゃんねるビューア利用者は回避可能）。
- 11月11日 - 「未来検索ブラジル」にて、2ちゃんねるのトップページの画像募集を行う。12月13日より候補の画像が2ちゃんねるのトップページに掲載された。
- 11月29日 - イギリスで、英国旗にウェールズ国旗を組み込むべきだと議員が主張したというニュースが発信される。早速ニュース速報板でウェールズ国旗を組み込んだ新しい英国旗案がニュース速報板住人によって考えられ、その一部が英国大手新聞社デイリー・テレグラフの新しい英国旗案募集ページに投稿、掲載された。掲載された新国旗案が日本のアニメキャラクターを使用したものだったために板住人の間に反響が広まり、次々と新国旗案が2ちゃんねる側から送られ、驚いたデイリー・テレグラフがその旨をニュースとして発信した[83]。後日、世界中から送られてきた新国旗案のうち20個（そのうち2ちゃんねる側から送られたものが4個）をデイリー・テレグラフが選抜、どれがいいかを読者の投票にゆだねられた結果、2ちゃんねる側から送られた新国旗案の1つが2位となった[84]。
- 12月27日 - 今まで2ちゃんねるではアフィリエイト目的のブログなどに対しての転載を禁じている傾向にあったが、「ひろゆき」がニュースカテゴリの板に対してのみ容認する形を取り、それに加えてアフィリエイトブログへの転載を禁じた板として3年振りにニュース速報板分裂板となる、ニュース速報（嫌儲）板が登場した。

## 2008年
- 2月18日 - 切込隊長が2006年7月に名誉毀損の書き込みを受けたとして「ひろゆき」に200万円の損害賠償を求めていた訴訟で公判に「ひろゆき」当人が登場したことによる裁判で、東京地裁は削除及び管理の怠慢を認め、「ひろゆき」に80万円の賠償と過去ログ削除を命じた。判決日には切込隊長・「ひろゆき」は現れなかった[85]。
- 3月12日 - ドワンゴが2ちゃんねるで3度目の求人を開始。去年採用した6名は1人も辞めていないということも公表された。
- 4月1日 - エイプリルフールのネタとして、ニュース速報(VIP)板のトップ画像に「クチビアンコム入場」という架空のサイトへのリンクが貼られた。
- 6月15日 - 新潟県の男子中学生 (13) が「6月30日月曜日、19時30分に、新潟駅に放火した後、新潟駅周辺で無差別殺人を起こします」と書き込む。脅迫の非行事実で補導。この頃から秋葉原通り魔事件（以下「秋葉原事件」）の模倣と見られる予告書き込みが爆発的に増加犯罪予告も参照。。
- 6月27日 - 秋葉原事件の模倣犯行予告が続発している事に対して、警察庁が各掲示板の管理者あての通報要望書をメールで送付。管理人「ひろゆき」こと西村博之にも当然送付され、本人がスレッドを立てて全文を公開して、2ちゃんねらーが直接110番するように要望することを表明[86]。
- 6月28日 - 毎日新聞変態報道事件（毎日デイリーニューズのコラム『WaiWai』に国内の性風俗雑誌の記事を英訳した物が採り上げられ続けていた）。7月3日に毎日新聞本社前で2ちゃんねらーによる抗議デモ。読売テレビ系列情報ライブ ミヤネ屋で採り上げられる[87][リンク切れ]。
- 7月6日 - 難病治療薬の開発などを目的とした医療系の分散コンピューティングプロジェクトであるWorld Community Gridにおいて、2ちゃんねる利用者チームであるTeam2chが世界ランキング1位となった。
- 7月28日 - DTV板で、正規品のPC用地上デジタルチューナーを解析しフリーオと同等の性能を持たせることに成功した。これを受け当該製品は出荷停止となり、各地の小売店舗では品切れが続出する事態になった[88]。
- 9月1日 - 福田康夫首相の退陣表明の記者会見で中国新聞担当記者（当該記者は首相の広島原爆の日の発言に違和感を覚えていたとも言われている）の追求の質問で答弁した。「あなたとはちがうんです」発言をモチーフにしたアスキーアートが2ちゃんねるで作られ、当該アスキーアートのTシャツが売り出されて話題となった[89]。
- 9月24日 - 麻生太郎が内閣総理大臣に就任。政治に関するスレでは祭りが起こった。
- 10月2日 - 麻生太郎がメールマガジン「太郎ちゃんねる」を配信。2ちゃんねるでも大きく取り上げられ、無職板では今後の景気対策に期待する書き込みが多く寄せられる。
- 11月30日 - 現役慶大生グラビアアイドルの月見栞が2ちゃんねるで叩かれ「私、打たれ弱くて」などの理由で芸能活動休止を発表。「社長には3ヶ月ひとりにさせてくれとお願いしました」との意味深な言葉どおり、2009年2月末に「4月1日にMUTEKI第7弾でAVデビュー決定」を発表。

## 2009年
- 1月2日 - 「ひろゆき」が2ch.netの譲渡を発表。ドメイン名譲渡先はシンガポールの会社、PACKET MONSTER[90][91]。
- 2月10日 - ニュー速VIP板でもやしを買い占める祭りが発生。一部スーパーからもやしが無くなる。
- 2月26日 - グラビアアイドルの相麻いおりの公式ブログで妹と名乗る人物が「今朝姉が2ちゃんねるの中傷で自殺を図った」「現在ICUにて昏睡状態」「姉をここまで追い込んだ2ちゃんのクズが許せません」などと書き込みを行い、それを取り上げた芸能スポーツ板・ニュース速報板などで祭り状態に。さらに夕方には明後日28日のイベントの中止も発表され波紋が広がった。しかし不自然な点がいくつもあることから「自作自演」説も持ち上がった。最終的に関係者は「本人は病院で点滴を受けただけで、ショックでふさぎ込む姉を見かねて、妹が勝手にストーリーを作り上げていた」「売名行為などと言われ、火に油を注ぐ事態を避けるため、ブログの該当箇所は削除し、イベント出演も取りやめました」と夕刊紙などにコメントを出した。6月15日には本人がブログにて謝罪した。
- 3月24日 - 第2回ワールド・ベースボール・クラシック (WBC)で日本代表が連覇を決める。決勝戦・日本対韓国において、延長10回表にイチローが林昌勇から放った決勝打で、2chの複数のサーバがダウンするという事態が起きた[92][93]。
- 3月30日 - 朝日新聞社のドメインasahi-np.co.jpからの書き込みが規制される。朝日新聞社の社員が社内パソコンから鉄道路線・車両板のスレッドに意味不明の連続書き込みを行い、2ちゃんねるの運営を妨害したのが主な理由であった[94]。また、その書き込みには部落差別やニート、精神障害者を差別する書き込みも多数含まれており、朝日新聞社はその対応に追われた[95]（詳細は朝日新聞社員2ちゃんねる差別表現書込事件を参照）。
- 5月13日 - 実況chの野球chが運営により、制限が大幅に強化されるという仕様変更の制裁を受ける。この体制に不満を持った住人が難民化し、過疎板だったなんでも実況J板に流入。なんでも実況J板の書き込み数は激増し、野球chの住人が板そのものを乗っ取る異常事態となった。
- 5月30日 - 2ちゃんねる誕生10周年。
- 10月29日 - 2ちゃんねるの歴史上最大規模の書き込み規制。規制前日の28日までは一日あたり約240万件あった書き込み数は29日時点で約160万件、30日時点で約140万件に減少し、規制の影響を受けない携帯電話からの書き込み割合は28日までの約30%から29日には約46%、30日には約51%と急増した。規制の理由は、鳩山由紀夫内閣の岡田克也外務大臣の衆議院議員事務所により提出された、ある発言コピペが捏造であるとの削除依頼スレに荒らし書き込みが大量に行われたため[96]。これ以後も大量規制があとを絶たない[97]。
- 12月28日 - 猥褻画像・動画へのリンクの書き込みによりDocomo、auの携帯電話による書き込みを規制。2010年1月12日に永久規制。後に解除と規制を繰りかえす[97]。

## 2010年
この年から、弁護士による2ちゃんねるの書き込みに対する削除仮処分、および発信者情報開示仮処分の判決を目的とした民事訴訟が増加する。運営はいずれも書式に不備がない限り、判決文に沿った対応を取っている。警察庁のまとめでは2010年度上半期（1 - 6月）のインターネット上の有害情報が09年比75パーセント増である。削除要請に対して未削除情報のもっとも多いのは2年連続で2ちゃんねるであった。
- 3月1日 - 韓国からの大規模な攻撃（5万人規模の原始的なF5リロード攻撃 etc）を受け、2ちゃんねるが1日以上使用不可能になった[99]。2010年バンクーバーオリンピックのフィギュアスケート競技で韓国代表選手キム・ヨナの金メダル獲得や、ロシアで起きた韓国人留学生暴行死事件に関する書き込みに反応したとみられている[100]。
  - この影響で同じホスティングサーバにある米政府機関関連サーバなども被害を受け、損害額は約250万ドル（約2億2000万円）に上った。サーバを管理しているPacific Internet Exchange（カリフォルニア州サンフランシスコ）は、連邦捜査局やサンフランシスコ市警察に被害届を出し法的措置を検討した[101]。
- 3月2日 - 夜には大半のサーバーが復旧したが、dubaiサーバーにあった板のログは全て消滅してしまった。（詳細は韓国ドメインからの2ちゃんねるへのサイバーテロ事件を参照）
- 4月2日 - メッセサンオーの顧客情報流出の不祥事に対し、メッセサンオー側が立てた削除依頼スレに大量のレスが返されたため規制。

## 2011年
- 1月6日 - 掲示板システムのCGIの弱点によりキャップパスが意図せず公開され、一部の掲示板ではスレの削除や乱立、キャップの不正使用等が発生[102][103][104][105]。
- 2月9日 - 「冒険の書」制度導入。cookieを用いた書き込み制限・規制の制度。24日には「忍法帖」と改称。
- 3月11日 - 東北地方太平洋沖地震発生。直後より全ての規制と実況板以外の実況禁止を解除したが、掲示板への影響は無かった。
- 5月27日 - 麻木久仁子が1月4日に中傷されていたとして提訴していた問題で、裁判所は開示されたIPアドレスを元に、プロバイダーに接続者情報の開示を命じる[106]。
- 8月25日 - 11時45分頃からApacheの脆弱性を悪用した攻撃により大規模なサーバーダウンが発生。一時2ちゃんねるのほとんどのサーバーがダウン、3時30分頃一部復旧したが、見ることのできないサーバーもあった[107]。
- 11月24日 - 札幌市内の運営会社に家宅捜索が入り、書類入りのダンボール箱4箱やPCなどを押収した。その時に2chのサーバの1つがダウンし、「薬・違法」板などが閲覧できなくなった。週刊朝日には警視庁による「2ちゃんねる撲滅作戦」の始まりと掲載された[108]。

## 2012年
- 1月1日 - アニメ制作会社「シャフト」が公式サイト上に、誤ってアニメ系まとめサイト「やらおん!」と同一IDのアフィリエイトリンクを貼り、ν速内ではアニメ会社とアフィリエイトブログの癒着が疑われ大きな騒ぎとなる。
- 1月5日 - 食べログのステルスマーケティング騒動と、前述の騒動で祭りに。大量のν速利用者が嫌儲板へ移住する事となった。
- 1月11日 - ゲハ系まとめサイトの「はちま起稿」が、嫌儲板に移住した元ν速利用者達を挑発する記事を掲載。それに激怒した元ν速利用者達によって、はちま起稿の管理人の本名、出身校、小中高全ての卒業アルバムの写真が暴露される。さらに管理人の父親がブログ広告誘致会社を設営し、そこからステルスマーケティングが行われているのでないかという疑惑が巻き起こる。
- 1月16日 - サイト「はちま起稿」が管理人の父親の会社との関係を認め、引退および管理人の交代を行うが、ブログ更新は継続[109]。
- 1月27日
  - 「鰊」制度導入。cookieを用いた書き込み制限。
  - 嫌儲でアフィリエイトブログのまとめ作業を妨害するスクリプトツールが公開され、ニュー速がスクリプトまみれになる。
- 1月31日 - ニュー速で書き込みにBeログインが必須になる。
- 2月1日 - 嫌儲をターゲットにしたスクリプトツールによって嫌儲が爆撃を受けるも、目立った支障は見られなかった。
- 3月7日 - 警視庁が2011年11月から、2ちゃんねる開設者で元管理人・西村博之の自宅や関係する会社事務所（中尾嘉宏が経営する札幌市所在の「株式会社ゼロ」）などおよそ10か所が捜索された[110]。容疑は繰り返される覚醒剤密売の書き込みを再三の要請にも拘らず消さなかった国際的な協力の下に規制薬物に係る不正行為を助長する行為等の防止を図るための麻薬及び向精神薬取締法等の特例等に関する法律（麻薬特例法）違反（教唆）。
- 3月27日 - 西村が2ちゃんねるの譲渡先であると主張する、シンガポールの「PACKET MONSTER.INC」が実体のないペーパーカンパニーであることが、読売新聞の取材で発覚[111]。
- 同日 - 3月7日に発生した騒動の関連で、実在する日本の弁護士が2ちゃんねる内のなんでも実況J板に登場した。
- 3月29日 - 西村が役員を務める会社未来検索ブラジルが最近まで2ちゃんねるの広告収入の一部を受け取っていたことが産経新聞の取材で発覚。削除人の大半は無報酬だが幹部十数人は報酬を得ているという[112]。
- 4月28日 - 運営が運営荒らしに対し最長六ヶ月の花園規制を実施。また、ごく一部のプロバイダに限り永久規制が課せられたため規制。
- 5月10日 - インターネット・ホットラインセンターからの削除要請の97パーセントを、対応せず放置していた事が警察庁のまとめで判明。その全てが薬物密売関連[113]。12日には朝日新聞コラム『天声人語』でも採り上げられる[114]。
- 5月18日 - 警視庁がシンガポールの警察当局に対し、PACKET社への捜査を、国際刑事警察機構を通じて要請していた事が判明。アメリカの「N.T. Technology」（代表：ジム・ワトキンス）に関しても、連邦捜査局に捜査協力を求め、2ちゃんねるの実態解明を進めるという[115][注 7]。
- 6月4日 - 5つの大手2ちゃんねるまとめサイトに対し、西村から正式に転載禁止が通告される[116]。
- 9月6日 - 兵庫県立大学附属高等学校の生徒が、「修学旅行先が韓国なのだが力を貸して頂きたい」というスレッドを建て、韓国への修学旅行の中止を求める運動が起こり、韓国への修学旅行を中止させた[117]。
- 9月18日 - ν速、およびモ娘(狼)を始めとする2ちゃんねるの板の多くがガーラバズ（現・ホットリンク）が提供するASPサービス「電通バズリサーチ」によって工作活動、および監視され大規模な「バーボンハウス」状態[要説明]になっていた事が明らかとなった（特にモーニング娘。の11期メンバーの誹謗中傷を中心としたアンチスレ等）[118][119]。

## 2013年
- 4月28日 - 運営が運営荒らしに対し最長六ヶ月の花園規制を実施。また、ごく一部のプロバイダに限り永久規制が課せられたため規制。
- 6月18日 - 運営がNTTぷららを利用している荒らしに対し最長六ヶ月の全サーバ規制を実施。事実上、荒らし以外のNTTぷらら利用者も全サーバ規制の巻き添えを受けた。
- 8月25日 - 2ちゃんねる個人情報流出事件が起こる。約4万件の2ちゃんねるビューア（通称「●」）利用者の顧客情報と書き込み履歴、約15万件分の「●」と「お試し●」の管理情報、利用者のトリップの情報、運営に関わる者のキャップの情報の流出が確認される[120]。これとともに、流出した情報を利用して掲示板を荒らす者が多数発生した。翌26日に2ちゃんねるビューアの申し込みとログインの停止措置が取られる。投稿内容と個人が紐付く事態になり、著名人や有名ラノベ作家本人による自作自演や誹謗中傷などの書き込みも明らかになった。流出情報のうち「●」の登録に使われたメールアドレスの中には、中央省庁の一部、研究機関、大手マスコミ、大手広告業者のものなども確認されている[121]。

## 2014年
- 2月19日
  - 未明から10時頃にかけて2ちゃんねるのサーバーがダウン。全ての板に「N.T.Technology」会長ジム・ワトキンスによる「各関係者皆様」というスレッドが立つ。
  - サーバー料金の未払いを理由に「ひろゆき」等の当時の運営陣を全員解任し、管理人にワトキンス、その息子Code Monkeyが技術担当に就任。
  - その後「海賊サイトが勝手に掲載しているのに、過去ログ閲覧を有料制にしておくのはばかげたこと」として、それまで有料だった過去ログ倉庫を広告を付けて無償で観覧できるようにさせると発言[5]。
  - 以上により、2ちゃんねるの実質的管理権限が何らかの理由により「ジム」に移転、「ジム」が2ちゃんねるの実質的管理者となる。「ジム」と思われる人物の主張によれば『「N.T.Technology」会長ジム・ワトキンスがサーバー料金の未払いを理由に当時の運営陣である「ひろゆき」らを全員解任し、管理人にワトキンス本人とその親族が就任する』と言う主旨の発表であった[5][6]。
- 2月28日
  - 一部サーバのダウンに伴い、同日10時の時点で複数の「板」が20時間以上アクセスできない状態になり、ダウンする直前に管理者側が「サーバが老朽化し、容量がいっぱいになっている」と説明している。また住人が多い「ニュー速(嫌儲)」、および「CCさくら」「三国志・戦国」などの板が収容されている「engawa」サーバは前日正午過ぎにダウンし、同日朝の時点においても復旧していなかったが、同日夕方、新たな「maguro」サーバ上で復活した。このほか、「ニュース速報」「芸スポ速報+」「携帯電話ゲーム」「市況1」「市況2」「モ娘（狼）」「ニュース速報VIP+」などを収容する「hayabusa3」も同日7時過ぎから順次サーバがダウンした[122]。
  - 「maguro」サーバーに「Anarchy」板新設。その後、二度の名称変更後「カラオケ桶」となる。
- 3月から4月にかけて「hayabusa5」に置かれていた一部の板が移転。なんでも実況Jが「tomcat」、ニュース速報 (VIP) が「viper」、ニュース速報（嫌儲）が「fox」に移転した。
- 3月1日 - トップページにあった「ひろゆき」日記、p2のリンクが消滅。p2、スレッド検索が使用不可能となる。
- 3月2日 - 日常的に行われているアフィリエイトブログによる書き込みの無断転載に関して、ニュー速VIPで住人によるこれらの是非を問う住人投票が行われる。投票の結果、アフィリエイトブログは転載禁止になり、名前欄が「以下、転載禁止に代わりましてVIPがお送りします」に変わる。VIPの転載禁止決定を受けてなんでも実況Jでも転載の是非に関する議論が行われ、投票板で投票が始まる。
- 3月3日 - 前日に行われた投票の結果、VIPに続いてなんでも実況J板でも転載禁止が決定し、名前欄が「風吹けば名無し@転載禁止」に変わる。ニュー速VIPとなんでも実況Jという2ch屈指の書き込み数と勢いを誇る板が揃って転載禁止となったことは3月3日のYahoo!ニュースでも取り上げられた。また、VIPとなんJが転載禁止となったことを受けて、多くの板が転載禁止となった。
- 3月9日 - 新システム「浪人 (Ronin)」導入。昨年起きた個人情報流出事件によって資金回収ができなくなった「●」の代替としている。
- 4月1日 - 「ひろゆき」は運営から外されたことについて「違法な乗っ取り行為である」と宣告し、2ちゃんねる（「2ch.sc」）という名称の電子掲示板を設立。自身が管理人に就任した[7][8][注 8][注 9]。（詳細は「2ちゃんねる (2ch.sc)」を参照）
- 5月7日 - 相次ぐ「2ch.sc」によるクロールが対策され、特定の利用者がスレッドを開くと、赤い液体の入ったバケツの画像と「転載は禁止です」と書かれたスレッドに飛ばされるようになった。その後「2ch.sc」側によってクロール対策が対策されてしまい、意味を成さなくなった。
- 2014年中旬からNGワードとして、敵対するサイト(2ch.scやログ速、ニコニコ動画など)が登録されはじめる。
- 6月15日 - なんでも実況Jが「orpheus」サーバーに移転。これにより同板が唯一使用していたtomcatサーバーに割り当てられている掲示板が無くなった。
- 5月25日 - 「hope」サーバーに「Touhou」板新設。二度目の名称変更後「東方Project」板となる。
- 7月2日 - 「maguro」サーバーに「Anarchy実況」板新設。
- 7月5日 - 「hope」サーバーに「ももクロ」「植物」「東京メトロポリタンTV実況」「三行実況」板など合計10板が新設された。
- 7月11日 - dat取得方式と利用規約が近日中に変更され、現行の直接取得が不可能になり登録制になることが運営から発表された。
- 10月 - 全サーバーに「新生VIPQ2」を導入。VIPQ2コマンドが出来るようになり、クロール対策に「＠転載禁止（c）2ch.net」が追加されるが、「2ch.sc」側はこの箇所を「＼(^o^)／」に変更して表示するようにして対策される。

## 2015年
- 1月8日 - 14日頃 - 姉妹サイトの「8chan」がDDoS攻撃によってダウン。同じサーバーに入っている2ch.netもダウンした[123]。
- 2月17日 - 「2ch.sc」によるクロール対策として、過去ログの保存方式をdatから別の形式へ変更し、APIの提供により過去ログにアクセス出来る方式になる。「専用ブラウザではない2ch.net関連サービスの開発者」と「RaceQueen社からAPI使用許諾を付与しないとの連絡を受けた開発者」はAPIの提供が利用出来ない。
- 9月23日 - 創設者の西村博之がアメリカの匿名画像掲示板「4chan」の管理人に就任、それを受けて4chanのユーザーから「2ちゃんねるに何が起こっているのか」と質問されたのに対し、状況説明と共に「ひろゆき」がジム・ワトキンスを相手取って日本で訴訟を起こしたことを表明した[14][124]
- 10月27日 - 管理人 drunker ★による一部を除く多くの各板に新型即死判定システムが順次導入される。特に「モ娘(狼)」は40レス未満は1時間放置でdat落ちという非常に厳しい規制が付加された[125]。

## 2016年
- 4月22日 - 日本での「2ch」の商標権を西村が取得。日本での西村による「2ch」の商標登録申請は一旦拒絶査定を受けたが、2016年3月23日には拒絶査定を取り消す審決が下りた[126]。なお、登録商標の商品役務区分等は類似群コード38および42である[注 10][16][127]
- 5月20日 - 日本での「2ちゃんねる」の商標権を西村が取得。登録商標の商品役務区分等は「2ch」と同様に類似群コード38および42[128]。
- 5月25日 - 統一ドメイン名紛争処理方針 (UDRP) に基づき、世界知的所有権機関 (WIPO) の調停・仲裁センターに申し立てを行っていることが発覚。
- 7月28日 - WIPOが西村の申し立てを却下[17][注 11][129]（裁定文）。ドメイン「2ch.net」の登録権限は「Race Queen」が管理している状況となった[130]。
- 12月9日 - 日本での「5ちゃんねる」および「5ch」の商標権を8chan管理人のCode Monkeyが取得。登録商標の商品役務区分等は「2ちゃんねる」および「2ch」と同様に類似群コード38および42[131][132][133]。

## 2017年
- 10月1日 - 「ジム」は、2ちゃんねる（「2ch.net」）を「Loki Technology社」に譲渡すると発表した[134]。西村博之から妨害行為により、ユーザーに「安全かつ快適な利用を提供することが困難になったためとしている。譲渡先とされた「Loki Technology社」は、『権利関係で無用な紛争を生じさせないため、掲示板を新たに「5ちゃんねる（5ch.net）」として運営する』ことを発表した。これにより2ちゃんねる（「2ch.net」）は5ちゃんねる（「5ch.net」）へと名称およびドメイン名が変更された[135]。

## 2018年
- 5月 - 動画共有サービス「YouTube」の利用規約、特に「人種差別を扇動するコンテンツの禁止」に違反している可能性が高い動画をサービスの運営元へ集団で大量に「通報」することにより該当する多数の動画の削除およびチャンネルの停止に至った差別動画大量通報騒動、通称「ネトウヨ春のBAN祭り」が起こる。
- 6月22日 - 西村が「NTテクノロジー社」を相手取った民事訴訟で、NTテクノロジー社の債務不履行を認め、同社に損害賠償および前払いのサーバー使用料の返還を命じる東京地裁判決が出た[21]。

## 2019年
- 4月25日 - 「東京高等裁判所にて一審判決を破棄し、東京プラス社の請求がすべて棄却された」と言う趣旨をツイッターアカウント（@infinitechan）「8chan（8ch.net）」が発表した[136][137]。
- 12月4日 - 「最高裁での上告棄却により東京プラス社の請求がすべて棄却され、東京高裁の判決が確定した」と言う趣旨をツイッターアカウント（@5chan_nel）「5channel (5ch.net)」が発表した[24]。

## 2020年
- 12月28日以前までにワッチョイシステム導入[138]。

## 2022年
- 通報フォームがID横に設置された[139]。

## 2023年
- 6月 - read.cgi ver 08.0eによる表示のヴァージョンアップが図られ、勢い表示と通報フォームが廃止された[140]。また、レス番号の冒頭が1ではなく0001の四桁表示になった。
- 7月10日 - 5ch専用ブラウザJanestyle[141]が5chとの提携終了を事前通告抜きで突如発表。Janestyleは、Talkという匿名掲示板専用のブラウザに変更された[142]。
- 10月 - DDoS攻撃の影響によりサーバーダウンが多発。板全体の過半数以上の板が機能停止に追い込まれた。

## 2024年
- 4月1日 - ドングリシステム開始[143]。
- 4月5日 - 警備員[Lv.1][新][苗]と表示される新たなスクリプト対策が初適用[144]。
- 7月18日 - サイバーテロの影響によりほとんどの板でサーバーダウンが多発。
- 8月 - SimilarWebの調査によると、月間アクセス数・訪問者数で爆サイ.comに掲示板サイト日本一の座を奪われる[145]。
- 10月18日 - 過去ログがほぼ復旧する[146]。
- 11月20日 - ワッチョイ表示へHappyBirthday!、ID表示末尾にHAPPYが入った[147]。

## 2025年
- 4月21日 - 全板の過去ログ倉庫が復活[148]。